# Tour dei Pooh
Questa pagina contiene le informazioni sui concerti tenuti durante la propria carriera del gruppo italiano Pooh. Ogni scaletta proposta è tratta dalle poche registrazioni amatoriali presenti in circolazione e dai ricordi di persone presenti nell'anno del tour in questione, perciò nulla di ufficiale.

## 1971 Tour Opera Prima
Questo fu l'ultimo tour che vide alla batteria Valerio Negrini, già sostituito dall'8 settembre da Stefano D'Orazio.

### Date
- 12 settembre, Roma, Vun Vun
- 13 settembre, Roma, Vun Vun
- 14 settembre, Roma, Vun Vun
- 15 settembre, Roma, Vun Vun
- 16 settembre, Roma, Vun Vun
- 17 settembre, Roma, Vun Vun
- 18 settembre, Roma, Vun Vun
- 19 settembre, Roma, Vun Vun
- 20 settembre, Calangianus (da questo concerto avviene l'avvicendamento alla batteria da Valerio Negrini a Stefano D'Orazio)
- Acqui Terme
- Novellara
- Brescia
- Imola
- Carpi

## 1972 Tour teatrale con orchestra sinfonica
Durante questo mini tour, l'ultimo con Riccardo Fogli, fu presentato
un embrione di L'anno il posto e l'ora con un testo completamente diverso
rispetto a quello definitivo. Fu inoltre eseguita una prima versione di Parsifal.

### Scaletta
- Col tempo, con l’età e nel vento, parte strumentale, solo orchestra
- Pensiero
- A un minuto dall’amore
- Noi due nel mondo e nell’anima
- Opera prima
- La nostra età difficile
- Nascerò con te
- L’anno, il posto, l’ora
- Parsifal
- Alessandra

### Date
- 2 dicembre, Bari, Teatro Petruzzelli (pomeriggio e sera)
- 3 dicembre, Napoli, Teatro Mediterraneo (pomeriggio e sera)
- 4 dicembre, Roma, Teatro Sistina (pomeriggio e sera)
- 11 dicembre, Milano, Teatro Manzoni (pomeriggio e sera)

## 1973 Tour Alessandra
- 14 febbraio, San Benedetto del Tronto
- 6 marzo, Avellino (da questo concerto avviene l'avvicendamento al basso da Riccardo Fogli a Red Canzian)
- Montesarchio
- Foggia
- Caserta
- San Giorgio a Cremano
- Boston
- New York
- Hartford
- Newark
- Chicago
- Mamarron

## 1973 Tour Parsifal
- agosto, Trieste, Castello di San Giusto (in questo concerto i Pooh suonarono in tre per la defezione di Stefano D'Orazio)
- Frosinone

## 1974 Tour Parsifal
- 28 Febbraio, Brindisi, Cinema Teatro Di Giulio (pomeriggio e sera)

## 1975 Tour Forse Ancora Poesia
Tour successivo all'uscita dell'album Forse ancora poesia.
Durante questo tour i Pooh eseguivano il brano Il tempo, una donna, la città, con un continuo cambio di strumenti. Per riascoltarlo dal vivo si sarebbe dovuto attendere il tour del 2010 con una formazione estesa sul palco.

### Date
- 4 novembre, Pontassieve, Dancing Tartaruga * AG
- 26 dicembre, Fiesso d'Artico, Dancing La Taverna (pomeriggio e sera)
- 27 dicembre, Castel dell'Aquila, Dancing Aquila d'Oro (pomeriggio e sera)
- 28 dicembre, Venafro, Teatro S. Domenico
- 29 dicembre, San Benedetto del Tronto, Teatro Calabresi (pomeriggio e sera)
- 30 dicembre, Teramo, Teatro Comunale (pomeriggio e sera)

## 1976 Tour Forse Ancora Poesia
Durante questo concerto venivano presentati Linda e alcuni frammenti di
"Padre del fuoco, padre del tuono, padre del nulla" e "Storia di una lacrima",
previsti per l'album successivo, oltre che di "Sara nel sole" che sarebbe
stato inserito nell'album del 1977.

### Scaletta
- Preludio (base)
- Strumentale
- Quinta stagione
- Per te qualcosa ancora
- Mediterraneo
- Strumentale con parti di Sara nel sole e Storia di una lacrima
- Ninna nanna
- Parsifal (2ª parte)
- Padre del fuoco, padre del tuono, padre del nulla
- Pensiero
- Tanta voglia di lei
- Fantasia
- Quando una lei va via
- Alessandra
- Noi due nel mondo e nell'anima
- Nascerò con te
- Linda
- Strumentale Cinesina
- Io e te per altri giorni
- Se sai, se puoi, se vuoi

### Date
- 6 gennaio
- 12 marzo,  Svizzera, Ascona
- 14 marzo, Godo, Dancing Piteko
- 15 marzo, Fornacette, Dancing La Terrazza
- 17 marzo, Napoli, Queen Elisabeth
- 18 marzo, Capua
- 19 marzo, Sessa Aurunca
- 20 marzo, Colle Umberto I
- 21 marzo, Castel San Giovanni

## 1976 e 1977 Tour Poohlover
Tour successivo all'uscita dell'album Poohlover.
Si segnala in questo concerto l'inedito Voi che siete lì davanti a noi, che contiene la parte strumentale di Rotolando Respirando. Si tratta della prima canzone con accenni autobiografici dei Pooh. Il brano veniva eseguito solo in versione strumentale come collegamento fra i vari blocchi sin dal 1975.
Durante il concerto veniva eseguito anche Kalimba, una prima versione de La Gabbia, con arrangiamento di piano e chitarre. Nello spettacolo venivano inoltre eseguiti i seguenti brani mai proposti nei live ufficiali: Il primo giorno di libertà; Uno straniero venuto dal tempo; Fare, sfare, dire, indovinare'.

### Scaletta
- Voi che siete lì
- Parsifal
- Gitano
- Io e te per altri giorni
- Mediterraneo
- Il primo giorno di libertà
- Strumentale che in seguito diventerà la parte iniziale di Sara nel sole
- Uno straniero venuto dal tempo
- Noi due nel mondo e nell'anima
- Nascerò con te
- Pierre
- Kalimba, versione embrionale de La gabbia
- Linda
- Padre del fuoco, padre del tuono, padre del nulla
- Fantasia
- Medley acustico: Quando una lei va via, Come si fa, Fare sfare dire indovinare
- Strumentale, versione embrionale di Fantastic fly
- Base finale Quinta stagione

### Date
- 3 dicembre,  Canada, Toronto, Jane & 7 Country Club
- 4 dicembre,  Canada, Toronto, Radio City Theatre
- 5 dicembre,  Canada, Toronto, Radio City Theatre
- 29 gennaio, Adria, Teatro Comunale (pomeriggio e sera)
- 30 gennaio, Valenza, Dancing Valenza (pomeriggio e sera)
- 31 gennaio, Belluno, Teatro Comunale (pomeriggio e sera)
- 1º febbraio, Bolzano, Teatro Cristallo (pomeriggio e sera)
- 2 febbraio, Alte Ceccato, Dancing Boom
- 3 febbraio, Padova, Palasport
- 4 febbraio, Venezia, Teatro Malibran (pomeriggio e sera)
- 5 febbraio, Legnago, Dancing Play Time
- 6 febbraio, Buttrio, Dancing Love Story (pomeriggio e sera)
- 7 febbraio, Milano, Teatro Lirico (pomeriggio e sera)
- 8 febbraio, Torino, Teatro Nuovo (pomeriggio e sera)
- 9 febbraio, Piumazzo, Dancing Kiwi
- 10 febbraio, Città di Castello, Teatro Comunale (pomeriggio e sera)
- 11 febbraio, Reggiolo, Dancing Due Stelle
- 12 febbraio, ???
- 13 febbraio, Sirmione, Kursaal (pomeriggio e sera)
- 14 febbraio, Cantù, Palasport
- 16 febbraio, Scordia, Teatro Metropoli
- 17 febbraio, Palermo, Teatro Biondo (pomeriggio e sera)
- 18 febbraio, Catania, Teatro Ambasciatori (pomeriggio e sera)
- 19 febbraio, Vittoria, Teatro Golden Hall
- 20 febbraio, Santa Flavia, Dancing La Zagarella
- 24 febbraio, Varese, Palasport

## 1978 Tour Boomerang
Tour successivo all'uscita dell'album Boomerang.
Durante il concerto veniva eseguito l'inedito strumentale Odeon come introduzione a Risveglio. Il tema principale sarebbe stato ripreso nel 1986 per l'introduzione di Terry B., mentre il ritornello coincide con quello di Fantastic fly, sicché tutta la composizione è stata utilizzata. Veniva inoltre proposto Alleluja, strumentale che si sarebbe concretizzato l'anno dopo in Viva. Da quest'anno inoltre i Pooh iniziano a usare Ancora tra un anno come base finale del concerto.

### Scaletta
- Rotolando respirando
- In diretta nel vento
- Dammi solo un minuto
- Pierre
- La leggenda di Mautoa
- La gabbia
- Cercami
- Ci penserò domani
- Il ragazzo del cielo (Lindbergh)
- Medley: Pensiero; Tanta voglia di lei; Noi due nel mondo e nell'anima; Infiniti noi; L'anno, il posto, l'ora; Cosa si può dire di te?; Alessandra
- Marziano (brano strumentale inedito)
- Uno straniero venuto dal tempo
- Air India
- Pronto, buongiorno è la sveglia
- Risveglio
- Alleluja (embrione dello strumentale Viva)
- Parsifal
- Base di Ancora tra un anno e saluti finali

### Date
- 14 luglio, Formigine, Picchio Rosso
- 9 luglio, Torre del Greco, Teatro Metropolitan
- 19 agosto, Agropoli, Night Il Carrubo
- 1º novembre, Sarmato, Pierrot
- 9 novembre, Milano, Palalido
- 10 novembre, San Mauro Mare, Geo Club
- 11 novembre, Perugia, Dancing Europe 1
- 12 novembre, Godo, Dancing Piteco Club
- 14 novembre, La Spezia, Teatro Monteverdi
- 15 novembre, Genova, Universale
- 16 novembre, Siena, Palasport
- 17 novembre, Varese, Palasport
- 18 novembre, Udine, Palasport
- 19 novembre, Migliaro, Dancing Severi
- 20 novembre, Chieti, Supercinema
- 21 novembre, Andria, Teatro Astra
- 22 novembre, Salerno, Teatro Capitol
- 24 novembre, Caserta, Teatro Patturelli
- 25 novembre, Falconara Marittima, Dancing Pirana
- 28 novembre, Avellino, Teatro Giordano
- 29 novembre, Benevento, Teatro Massimo
- 30 novembre, Eboli, Teatro Rizza
- 1º dicembre, Torre del Greco, Teatro Metropolitan (pomeriggio e sera)
- 4 dicembre, Roma, Teatro Olimpico
- 5 dicembre, Roma, Teatro Olimpico (pomeriggio e sera)
- 6 dicembre, Sora, Teatro Capitol
- 7 dicembre, Napoli, Palasport
- 9 dicembre, Cantù, Palasport
- 10 dicembre, Piobesi Torinese, (pomeriggio e sera)
- 11 dicembre, Cinisello Balsamo, Palasport
- 12 dicembre, Piumazzo
- 13 dicembre, Udine, Palasport
- 14 dicembre, Novara, Palasport
- 15 dicembre, Reggiolo

## 1979 e 1980 Tour Viva
Tour successivo all'uscita dell'album Viva.
Durante i concerti di questo tour venivano eseguiti Air India, Rubiamo un'isola e Tutto adesso mai inseriti nei live ufficiali.

### Scaletta
- Viva
- L'ultima notte di caccia
- Rubiamo un'isola
- Cercami
- Fantastic fly
- Il ragazzo del cielo (Lindbergh)
- Tutto adesso
- Pierre
- Odissey
- Notte a sorpresa
- In concerto
- La gabbia
- Medley acustico: Air India; Che ne fai di te; Sei tua sei mia; Quando una lei va via; Incredibilmente giù; In diretta nel vento; Così ti vorrei
- Io sono vivo
- Medley: Pensiero; Linda; Ci penserò domani; Nascerò con te
- Dammi solo un minuto
- Pronto, buongiorno è la sveglia
- Parsifal
- Base di Ancora tra un anno e saluti finali

### Date
- 26 luglio, Torre del Greco, Campo Sportivo Antonio Liguori
- 24 agosto, Agropoli, Night "Il Carrubo"
- 29 agosto, Acireale, Campo Sportivo "Comunale"
- 20 novembre, Adria, Teatro Comunale
- 26 novembre, Mestre
- 1º dicembre, Gorizia, Palasport
- 3 dicembre, Bergamo, Palasport (pomeriggio e sera)
- 4 dicembre, Pisa, Palasport
- 5 dicembre, Parma, Teatro Goldoni (pomeriggio e sera)
- 6 dicembre, Ancona, Teatro Goldoni (pomeriggio e sera)
- 8 dicembre, Roma, Teatro Tenda e Strisce (pomeriggio e sera)
- 10 dicembre, Vicenza, Palasport
- 11 dicembre, Firenze, Teatro Verdi (pomeriggio e sera)
- 12 dicembre, Terni, Teatro Politeama (pomeriggio e sera)
- 13 dicembre, Pescara, Teatro Massimo (pomeriggio e sera)
- 14 dicembre, Siena, Palasport
- 15 dicembre, Genova, Teatro Margherita
- 17 dicembre, Reggio Emilia, Palasport
- 18 dicembre, Arezzo, Teatro Politeana
- 20 dicembre, Novara, Palasport
- 21 dicembre, Pavia, Palasport
- 27 dicembre, Trieste, Teatro Rossetti
- 27 dicembre, Trieste, Teatro Rossetti (pomeriggio e sera)
- 30 dicembre, Ravenna, Cà del Liscio
- 2 gennaio 1980, Lecce, Teatro Politeama (pomeriggio e sera)
- 3 gennaio 1980, Bari, Teatro Petruzzelli (pomeriggio e sera)
- 5 gennaio 1980, L'Aquila, Palasport (annullato per maltempo)
- 12 gennaio 1980, Roma
- 13 gennaio 1980, Roma

## 1980 Tour Stop
Tour successivo all'uscita dell'album ...Stop.
Durante i concerti venivano eseguiti i brani Numero uno, Odissey, Sei tua, sei mia, Così ti vorrei', Caro me stesso mio e Ali per guardare, occhi per volare, mai proposti negli album live ufficiali e, fatta eccezione per Odissey, riproposto all'interno di un medley nei live del 1997 e 1998, mai eseguiti live in seguito.
Veniva anche eseguita Hurricane, per presentare ai fan italiani l'omonimo album prodotto inizialmente per il solo mercato estero.

### Scaletta
- Inca
- Rubiamo un'isola
- Io sono vivo
- Parsifal
- Numero uno
- Risveglio
- L'ultima notte di caccia
- Hurricane
- In concerto
- Notte a sorpresa
- Odissey
- Il ragazzo del cielo (Lindbergh)
- Medley acustico: Incredibilmente giù; Sei tua, sei mia; Stagione di vento; Cercami; Che ne fai di te; Così ti vorrei; In silenzio; Alessandra
- Pronto, buongiorno è la sveglia
- Canterò per te
- Medley: Pensiero; Tanta voglia di lei; Nascerò con te
- Viva
- Base di Ancora tra un anno e saluti finali

### Date
- 13 luglio, Roma
- 27 luglio, Bagheria
- 29 luglio, Marsala
- 4 agosto, Anzio
- 5 agosto, Foggia
- 6 agosto, Matera
- 7 agosto, Barletta
- 8 agosto, Pesaro
- 9 agosto, Fermo
- 10 agosto, San Salvo
- 11 agosto, Montesilvano
- 12 agosto, Rimini
- 13 agosto, Pisa
- 14 agosto, Massa Marittima
- 15 agosto, Viareggio
- 20 agosto, Catania, Stadio Comunale Cibali

## 1981 Tour Buona Fortuna
Scaletta appartenente al tour invernale di Buona fortuna. Durante questa tournée i Pooh registrano il loro primo album dal vivo, Palasport. Dal live vengono escluse Fuori Stagione e il Medley di brani di Buona Fortuna.

### Scaletta
- Canterò per te
- Caro me stesso mio
- Fuori stagione
- Numero Uno
- Dammi solo un minuto
- Ci penserò domani
- Buona fortuna
- Dove sto domani
- Inca
- Medley: Fotografie; Compleanno di maggio; Replay; Lascia che sia; Gente della sera
- Parsifal
- Siamo tutti come noi
- Medley: Notte a sorpresa; Vienna; Aria di mezzanotte
- L'ultima notte di caccia
- Pierre
- Canzone per l'inverno
- Pronto buongiorno è la sveglia (Featuring Pasquale Di Lauro)
- Medley: Banda nel vento; Quello che non sai; Piccola Katy; In silenzio; Tanta voglia di lei; Pensiero; Noi due nel mondo e nell'anima; Nascerò con te; Banda nel vento
- Viva
- Chi fermerà la musica
- Base di Ancora tra un anno e saluti finali

### Date
- 6 luglio, Torino, Motovelodromo
- 14 luglio, Bari, Stadio
- 7 agosto, San Benedetto del Tronto (AP)
- 8 agosto, Vasto (CH) ,Stadio
- 10 agosto, Rimini, Stadio
- 11 agosto, Sarzana, Stadio
- 12 agosto, Fiuggi, Stadio
- 13 agosto, Sorrento, Stadio
- 15 agosto, Sapri, Stadio
- 16 agosto, Scalea, Stadio
- 17 agosto, Peschici, Stadio
- 18 agosto, Poggiardo, Stadio
- 19 agosto, Foggia, Stadio
- 2 settembre, Olbia
- 3 settembre, Cagliari
- 4 settembre, Porto Torres, Stadio
- 5 settembre, Trento
- 6 settembre, Parma
- 7 settembre, Malo
- 8 settembre, Pordenone
- 10 settembre, Napoli
- 11 settembre, Celano
- 13 settembre, Verona
- 15 novembre, Varese
- 17 novembre, Forlì
- 18 novembre, Siena
- 19 novembre, Roma
- 22 novembre, Milano, (pomeriggio e sera)
- 23 novembre, Torino
- 24 novembre, Milano
- 25 novembre, Milano
- 26 novembre, Livorno
- 27 novembre, Genova
- 29 novembre, Cantù, (pomeriggio e sera)
- 30 novembre, Reggio Emilia
- 4 dicembre, Ellera Umbra di Corciano
- 5 dicembre, Rimini
- 6 dicembre, Padova, (pomeriggio e sera)
- 7 dicembre, Bologna
- 8 dicembre, Brescia, (pomeriggio e sera)

## 1982 European Tour '82
Durante lo spettacolo veniva eseguito l'inedito Oregon, uno strumentale di introduzione che sarebbe stato inserito nel 1984 nel primo album solista di Roby Facchinetti con il titolo L'anno della tigre. Durante lo spettacolo veniva inoltre eseguita la prima versione di Non siamo in pericolo' con alcune strofe differenti dal testo finale.

### Scaletta
- Oregon
- Buona fortuna
- Fuori stagione
- Dove sto domani
- L'ultima notte di caccia
- Parlato Dodi
- Siamo tutti come noi
- Rotolando respirando
- Notte a sorpresa
- Vienna
- Aria di mezzanotte
- Chi fermerà la musica
- Anni senza fiato
- Parsifal
- Pierre
- Io e te per altri giorni
- Dammi solo un minuto
- Rubiamo un'isola
- Linda
- Risveglio
- Cercami
- Ci penserò domani
- Pronto, buongiorno è la sveglia
- Non siamo in pericolo
- Canzone per l'inverno
- Viva
- Medley: Viva; Banda nel vento; Quello che non sai; Piccola Katy; In silenzio; Tanta voglia di lei; Pensiero; Noi due nel mondo e nell'anima;  Nascerò con te; Banda nel vento (ripresa)
- Base di Ancora tra un anno e saluti finali

### Date
- 12 luglio, Curno, Data zero
- 13 o 14 luglio Lecco, Stadio Comunale
- 16 luglio, Genova, Stadio Luigi Ferraris
- 18 luglio Lucca, Stadio Porta Elisa
- 19 luglio, Vittorio Veneto
- 21 luglio, Firenze
- 23 luglio, Perugia
- 24 luglio, Valmontone
- 25 luglio, Pescara, Stadio Adriatico *
- 27 luglio, Napoli
- 28 luglio, Cava de' Tirreni
- 29 luglio, Crotone
- 30 luglio, Vibo Valentia, Stadio Luigi Razza *
- 31 luglio, Reggio Calabria
- 1º agosto, Scicli
- 2 agosto, Palermo
- 3 agosto, Agrigento
- 4 agosto, Patti
- 6 agosto, Matera
- 7 agosto, Lecce
- 8 agosto, Taranto, Stadio Erasmo Iacovone
- 9 agosto, Trani
- 10 agosto, Foggia
- 11 agosto, Ascoli Piceno
- 12 agosto, Pineto (Te)
- 13 agosto, Pesaro
- 14 agosto, Spoleto
- 15 agosto, Viareggio
- 16 agosto, Ravenna
- 17 agosto, Lignano Sabbiadoro
- 18 agosto, Ceggia
- 19 agosto, Bolzano
- 21 agosto, Spoleto
- 22 agosto, Sarzana
- 26 agosto, Malo
- 27 agosto, Brescia
- 28 agosto, Mantova
- 30 agosto,  Svizzera, Berna
- 31 agosto,  Svizzera, Locarno
- 2 settembre, Bologna
- 4 settembre, Torino
- 11 settembre, Terni
- 14 settembre, Roma (Palasport)

Durante questo tour sono anche stati fatti concerti in Francia, Paesi Bassi, Germania Ovest e Spagna.

## 1983 Club Tour
Un tour volutamente in spazi ridotti dove i Pooh hanno riproposto in forma acustica diversi dei loro brani.

### Scaletta
- Canzone per l'inverno
- Dove sto domani
- Rotolando respirando
- Anni senza fiato
- Chi fermerà la musica
- Classe '58
- L'ultima notte di caccia
- Strumentale (embrione di Canzone per Lilli')
- Pierre
- Non siamo in pericolo
- In concerto
- Che ne fai di te
- Infiniti noi
- Numero uno
- Siamo tutti come noi
- Pronto, buongiorno è la sveglia
- Buona fortuna
- Medley: Banda nel vento; Quello che non sai; Piccola Katy; In silenzio; Tanta voglia di lei; Pensiero; Noi due nel mondo e nell'anima; Nascerò con te; Banda nel vento (ripresa)

### Date
- 14 gennaio, Lugo, Baccara
- 15 gennaio, Ellera Umbra di Corciano, Quazar
- 16 gennaio, Borgo Sabotino, Il Canneto
- 18 gennaio, Villacella, Marabu
- 19 gennaio, Codevilla, Il Tucano
- 21 gennaio, Santhià, Sporting
- 26 gennaio, Lammari, Golden Boy
- 27 gennaio, Arcene, Capriccio
- 28 gennaio, Rimini, Altro Mondo
- 29 gennaio, Torino, Teatro Colosseo
- 30 gennaio, Torino, Teatro Colosseo (pomeriggio e sera)
- 3 febbraio, Milano, Rolling Stone
- 10 febbraio, Valdengo, La Peschiera
- 11 febbraio, Ponte della Priula, Garden Club
- 15 febbraio, Pescara, Le Naiadi
- 16 febbraio, Pescara, Le Naiadi
- 18 febbraio, Sassuolo, Piccadilly
- 19 febbraio, Bormio, Palazzetto dello sport
- 20 febbraio, Darfo Boario Terme, Dancing Days Club
- 22 febbraio, Castrocaro Terme, Bul Bul
- 23 febbraio, Gravellona Toce, Sandokan
- 25 febbraio, Catania, Metropolitan
- 26 febbraio, Catania, Metropolitan
- 27 febbraio, Catania, Metropolitan

## 1983 Tour Tropico del Nord
Tour successivo all'uscita dell'album Tropico del nord.

### Scaletta
- Passaporto per le stelle
- Cosa dici di me
- Chi fermerà la musica
- Mezzanotte per te
- Lettera da Berlino est
- Dove sto domani
- Cara sconosciuta
- Parsifal
- Anni senza fiato
- L'ultima notte di caccia
- In concerto
- Buona fortuna
- Grandi speranze
- Non siamo in pericolo
- Tropico del nord
- Canzone per l'inverno
- Medley: Banda nel vento; Quello che non sai; Piccola Katy; In silenzio; Tanta voglia di lei; Pensiero; Noi due nel mondo e nell'anima; Nascerò con te; Banda nel vento (ripresa)
- Base di Grandi speranze e saluti finali

### Date
- 1 dicembre Bologna, Teatro Tenda Parco Nord
- 3 dicembre  Svizzera, Heimberg (Svizzera)
- 4 dicembre  Svizzera, Chiasso (Svizzera)
- 6 dicembre Roma, Palaeur
- 7 dicembre Fabriano, Palasport
- 8 dicembre Saronno, Teatro Tenda
- 10 dicembre Bergamo, Teatro Tenda
- 11 dicembre Vicenza, Teatro Tenda, Spettacolo solo al pomeriggio
- 12 dicembre Udine, Teatro Tenda
- 15 dicembre Napoli
- 16 dicembre Roseto degli Abruzzi (TE), Palasport
- 17 dicembre Frosinone, Teatro Tenda
- 18 dicembre San Rufo (SA), Palasport
- 20 dicembre Viterbo, Palasport
- 22 dicembre Chivasso, Teatro Tenda
- 23 dicembre Villorba, Palaverde
- 27 dicembre Chivasso, Teatro Tenda
- ?? gennaio 1984 San Rufo (SA), Palasport

## 1984 Tour Aloha
Tour successivo all'uscita dell'album Aloha.
Durante il concerto venivano eseguiti Il giorno prima, mai più proposto dal vivo in versione integrale, ed il brano Due belle persone' che Roby Facchinetti eseguiva per presentare il proprio album solista. Fra gli altri brani in seguito mai proposti in album live o concerti Io vicino, io lontano, Come saremo, Ragazzi del mondo, Colazione a New York e Tempi migliori.

### Scaletta
- Selvaggio
- Buona fortuna
- Io vicino io lontano
- Lettera da Berlino Est
- Cosa dici di me
- Come saremo
- L'ultima notte di caccia
- Stella del sud
- Parsifal
- La mia donna
- Colazione a New York
- Il giorno prima
- Passaporto per le stelle
- Non siamo in pericolo
- Grandi speranze
- Due belle persone
- Anni senza fiato
- Tropico del nord
- Ragazzi del mondo
- Medley: Io e te per altri giorni, Dammi solo un minuto, Chi fermerà la musica, Canzone per l'inverno
- Medley Banda nel vento
- Base di Ancora tra un anno e saluti finali

### Date
- A inizio ottobre 1984 sono state fatte 10 date in  Svizzera e  Germania Ovest.
- 10 ottobre, San Benedetto del Tronto
- 18 ottobre, Montecatini Terme, Teatro Verdi
- 28 ottobre, Sassari, Teatro Tenda
- 3 novembre, Padova, Palasport
- 4 novembre, Brescia, Teatro Tenda
- 6 novembre, Milano, Palasport
- 7 novembre, Gorizia, Palasport
- 8 novembre, Valenza Po, Teatro Tenda
- 9 novembre, Varese, Teatro Tenda
- 10 novembre, Cucciago, Palasport
- 11 novembre,  Svizzera, Chiasso, Palapenz
- 13 novembre, Foggia, Teatro Tenda
- 14 novembre, Barletta, Teatro Tenda
- 15 novembre, Brindisi, Palasport
- 16 novembre, Potenza, Teatro Tenda
- 17 novembre, Bari, Teatro Tenda
- 18 novembre, Taranto, Teatro Tenda
- 19 novembre, Lecce, Teatro Tenda
- 21 novembre, Cuneo, Teatro Tenda
- 22 novembre, Castelletto, Teatro Tenda
- 23 novembre, Macerata, Foro Boario, Teatro Tenda
- 24 novembre, Pordenone, Palasport
- 25 novembre, Bergamo, Teatro Tenda, pomeriggio e sera
- Quasi sicuramente tra Bergamo e Marcianise è stata fatta una data pomeridiana a Darfo Boario Terme
- 30 novembre, Marcianise, Teatro Tenda

Manca una data. Quella tenutasi al palasport di Genova nel mese di dicembre. Ne ho certezza poiché fu il mio primo concerto dei Pooh.

## 1985 Tour Asia Non Asia
Tour successivo all'uscita dell'album Asia non Asia.
In questo breve tour venivano eseguite la versione integrale di Se nasco un'altra volta' e Per chi merita di più, mai proposte negli album live ufficiali o in altri concerti.

### Scaletta
- Lettera da Berlino est
- Non siamo in pericolo
- Cosa dici di me
- Stella del sud
- Un posto come te
- La mia donna
- Asia non Asia
- Per chi merita di più
- Parsifal
- In concerto
- Io vicino io lontano
- L'ultima notte di caccia
- Anni senza fiato
- Pierre
- Tropico del nord
- Se nasco un'altra volta
- Rotolando respirando
- Viva
- Io e te per altri giorni
- Dammi solo un minuto
- Chi fermerà la musica
- Canzone per l'inverno
- Medley: Quello che non sai; Piccola Katy; In silenzio; Tanta voglia di lei; Pensiero; Noi due nel mondo e nell'anima; Nascerò con te; Banda nel vento (Ripresa)
- Base di Ancora tra un anno e saluti finali

### Date
- 18 luglio, Pietra Ligure
- 27 luglio, Selci Umbro (Pg), Stadio Comunale
- 28 luglio, Roma
- 31 luglio, Pontinia, Stadio Comunale
- 18 agosto, Priverno, Stadio San Lorenzo
- 20 agosto , Lucca, Stadio Comunale
- 23 agosto, Rimini, Stadio del baseball
- 31 agosto, Livorno
- 9 settembre, Bergamo, Stadio Comunale
- 10 settembre, Torino, Parco della Pellerina
- 11 settembre, Saronno, Teatro Tenda
- 12 settembre, Milano, Palatrussardi

## 1986 Tour Giorni Infiniti
Tour successivo all'uscita dell'album Giorni infiniti.
Dalle registrazioni di alcune date di questo tour viene tratto il secondo album dal vivo dei Pooh, Goodbye, che comprende tutti i brani della scaletta eccetto Parsifal e C'est difficile mais c'est la vie.
Assieme al complesso ha suonato i fiati la band dei Declam.

### Scaletta
- Introduzione
- Giorni infiniti
- Un posto come te
- La mia donna
- Venti
- Non si può rifare il mondo in due
- Lettera da Berlino Est
- Risveglio
- Rotolando Respirando
- Stella del sud
- Terry B.
- Cosa dici di me
- Se sai se puoi se vuoi
- In diretta nel vento
- La gabbia
- Grandi speranze
- L’altra parte del cielo
- Amore e dintorni
- Medley acustico
- Incredibilmente giù
- Quando una lei va via
- Pierre
- Dammi solo un minuto
- Ci penserò domani
- Mediterraneo
- Anni senza fiato
- Asia non Asia
- Non siamo in pericolo
- Se c'è un posto nel tuo cuore
- Se nasco un'altra volta
- Parsifal (versione integrale)
- C'est difficile mais c'est la vie
- Vieni fuori
- Nel buio
- Piccola Katy
- Buonanotte Penny
- In silenzio
- Tanta voglia di lei
- Tutto alle tre
- Pensiero
- Opera prima
- Goodbye
- Ancora tra un anno (base finale)

### Date
- 23 ottobre, San Rufo
- 24 ottobre, Avellino
- 26 ottobre, Napoli
- 28 ottobre, Palermo
- 30 ottobre, Catania
- 31 ottobre, Reggio Calabria
- 1º novembre, Catanzaro
- 4 novembre, Bari
- 6 novembre, Lecce
- 8 novembre, Potenza
- 10 novembre, Macerata
- 11 novembre, Chieti
- 13 novembre, Parma
- 14 novembre, Albenga
- 15 novembre, Vercelli
- 17 novembre, Verona
- ?? novembre, Bergamo, Teatro Tenda
- ?? novembre, Arezzo. Centro Affari

## 1987 Tour Goodbye e...
Durante questo tour vennero proposti i brani dell'album dal vivo Goodbye dell'anno prima e due brani in anteprima dall'album Il colore dei pensieri previsto per l'ottobre successivo: Per te domani e Tu dov'eri.

### Date
- 1 Agosto 1987, La Spezia
- 27 Agosto 1987, Olbia
- 28 Agosto 1987, Sassari
- Settembre 1987 Bergamo - Lazzaretto (Da segnalare riprese da parte di Canale 5 per programma Tv)

## 1987 Tour Il Colore dei Pensieri
Tour successivo all'uscita dell'album Il colore dei pensieri. A questo tour prende parte ancora una volta la sezione fiati dei Declam (Claudio Pascoli, Demo Morselli e Amedeo Bianchi) e si aggiunge il tastierista Fio Zanotti, già arrangiatore degli album "Giorni Infiniti", "Il colore dei pensieri" e "Oasi". 

### Date
- ?? settembre, Tivoli (Rm) campo sportivo
- ?? ottobre, Crema
- 30 novembre, Genova
- 2 dicembre, Treviso
- 3 dicembre, Udine
- 4 dicembre, Padova
- 7 dicembre,  Svizzera, Zurigo
- 9 dicembre,  Svizzera, Chiasso
- 10 dicembre, Torino
- 11 dicembre, Verona
- 13 dicembre, Milano
- 14 dicembre, Bologna
- 15 dicembre, Livorno
- 16 dicembre, Firenze
- 17 dicembre, Perugia
- 18 dicembre, Pescara
- 19 dicembre, Bari
- 20 dicembre, Napoli
- 22 dicembre, Roma

### Scaletta
- Intro
- Acqua dalla luna
- Mai dire mai
- La mia donna
- Per te domani
- Dall'altra parte
- Santa Lucia
- Giorni infiniti
- Città di donne
- L'altra parte del cielo
- Medley: Cosa dici di me; Se sai, se puoi, se vuoi; In diretta nel vento; La gabbia
- Parlato Roby
- Pierre
- Stella del sud
- Tu dov'eri
- Buona fortuna
- Siamo ancora sulla strada
- Medley: Non siamo in pericolo; Se c'è un posto nel tuo cuore; Se nasco un'altra volta
- Medley finale
- Vieni fuori
- Nel buio
- Piccola Katy
- Buonanotte Penny
- In silenzio
- Mary Ann
- Tanta voglia di lei
- Tutto alle tre
- Pensiero
- Opera prima

## 1988 Tour Oasi
Tour successivo all'uscita dell'album Oasi.
La durata ridotta di questo tour, di sole sei date, venne motivata con l'utilizzo di soluzioni scenografiche molto costose.
Dal concerto del 2 dicembre a Milano fu tratta la videocassetta Oasi contenente la scaletta integrale dello spettacolo.
Anche questa tournée vede la collaborazione del tastierista e arrangiatore Fio Zanotti e della sezione fiati dei Declam (Demo Morselli, Claudio Pascoli e Amedeo Bianchi). 

### Scaletta
- Nell'erba nell'acqua nel vento
- Stare bene fa bene
- L'altra parte del cielo
- Ti dirò
- Linea calda
- Per te domani
- La mia donna
- Niente a parte l'amore
- L'ultima notte di caccia
- Tu dov'eri
- Città di donne
- La ragazza con gli occhi di sole
- Pierre
- Giorni infiniti
- Che vuoi che sia
- Senza frontiere
- Pronto, buongiorno è la sveglia
- Notte a sorpresa
- Non siamo in pericolo
- Viva
- Vieni fuori
- Nel buio
- Piccola Katy
- Buonanotte Penny
- In silenzio
- Mary Ann
- Tanta voglia di lei
- Tutto alla tre
- Pensiero
- Opera prima
- Ancora tra un anno (base finale)

### Date
- 22 novembre, Napoli, Palasport (prima tappa del tour invernale)
- 24 novembre, Roma, Palaeur
- 26 novembre, Firenze, Palasport
- 28 novembre, Villorba, PalaVerde
- 30 novembre, Torino, Palasport
- 2 dicembre, Milano, Palatrussardi

## 1989 Tour Concerto per un'Oasi
Il concerto riprendeva integralmente la scaletta del tour invernale con l'aggiunta dello strumentale "Concerto per un'oasi", mai più riproposto in seguito.

### Date
- 14 luglio, Villanova d'Asti, Piazza del Mercato
- 20 luglio, Bergamo, Lazzaretto
- 2 agosto, Gela
- 3 agosto, Capo d'Orlando
- 6 agosto, Caltanissetta
- 8 agosto, Tropea
- 9 agosto, Soverato
- 11 agosto, Ascea Marina
- 14 agosto, Cassino
- 16 agosto, Avellino
- 19 agosto, Lecce
- 20 agosto, Bisceglie
- 22 agosto, Nettuno
- 23 agosto, Fiuggi
- 25 agosto, Pescara
- 27 agosto, Montepulciano
- 3 settembre, Montecatini Terme, Piazzale Antistadio

## 1990 Tour Uomini Soli
Tour successivo all'uscita dell'album Uomini soli.
Insieme ai Pooh suona il tastierista e arrangiatore Emanuele Ruffinengo, che aveva collaborato alla realizzazione dell'album. 
Dal concerto del 27 settembre in piazza del Duomo a Milano è stata tratta una videocassetta contenente una parte dei brani suonati.
In questo tour venne eseguita per la prima volta la versione acustica di "Santa Lucia" poi riproposta in numerose altre tournée, fino all'ultimo concerto della band, il 30 dicembre 2016.

### Date
- ?? marzo, Bergamo, Palasport
- 20 aprile, Torino, Palasport
- 21 aprile,  Svizzera, Locarno, Palasport
- 23 aprile, Roma, PalaEur
- 24 aprile, Firenze, Palasport
- 26 giugno, Brescia, stadio
- 28 luglio, Lanciano (CH) Villa delle Rose
- 30 luglio, Capistrello (AQ) campo sportivo
- 8 agosto, Fabrica di Roma
- 9 agosto, Pontelandolfo (Bn) Piazza Roma.
- 2 settembre Saronno (Va) Piazza De Gaspari
- 18 settembre, Modena, Arena Spettacoli - Festa Nazionale Unità
- ?? settembre, Monterchi, Stadio
- 27 settembre, Milano, Piazza del Duomo

### Scaletta
- Non solo musica
- Napoli per noi
- Donne italiane
- Lettera da Berlino Est
- Per te domani
- Che vuoi che sia
- Città di donne
- L'altra donna
- Giorni infiniti
- Tu dov'eri
- Viva
- Santa Lucia
- La luna ha 20 anni
- Ci penserò domani
- Buona fortuna
- La ragazza con gli occhi di sole
- Io e te per altri giorni
- Dammi solo un minuto
- Rotolando respirando
- Uomini soli
- Chi fermerà la musica
- Non siamo in pericolo
- Piccola Katy
- Noi due nel mondo e nell'anima
- Per te qualcosa ancora
- Vieni fuori
- In silenzio
- Quello che non sai
- Tanta voglia di lei
- Pensiero
- Se nasco un'altra volta

## 1991 Tour La nostra storia... in tournée

### Date
- 2 febbraio, Venezia, Teatro Goldoni
- 5 febbraio, Milano, Teatro Lirico
- 10 febbraio, Milano, Teatro Lirico
- 13 febbraio, Bologna, Palazzo dei Congressi
- 15 febbraio, Firenze, Teatro Tenda
- 16 febbraio, Firenze, Teatro Tenda
- 19 febbraio, Bassano del Grappa, Teatro Astra
- 20 febbraio, Bassano del Grappa, Teatro Astra
- 9 marzo, Sestri Ponente, Teatro Verdi
- 10 marzo, Sestri Ponente, Teatro Verdi
- 21 marzo, Roma, Teatro Colosseo
- 22 marzo, Roma, Teatro Colosseo
- 23 marzo, Roma, Teatro Colosseo
- 9 aprile, Napoli, Teatro Delle Palme
- 12 aprile, Napoli, Teatro Delle Palme
- 7 maggio, Arezzo, Teatro Politeama
- 15 luglio, Frossasco, Torino
- 1º agosto, Sassari
- 2 agosto, Cagliari, Fiera Internazionale di Cagliari
- 13 agosto, Nicotera, Campo Comunale
- 2 settembre, Merate, Campo Sportivo
- 19 ottobre, Torino, Teatro Colosseo[17]
- 20 ottobre, Torino, Teatro Colosseo
- 29 ottobre, Genova, Politeama Margherita[18]
- ?? Bergamo, Teatro Donizetti

### 25 la nostra storia atto I
- Vieni fuori
- Piccola Katy
- In silenzio
- Monologo Stefano 1
- Tanta voglia di lei
- Pensiero
- Noi due nel mondo e nell'anima
- Monologo Red 1
- L'anno, il posto, l'ora
- Io e te per altri giorni
- Eleonora, mia madre
- Parsifal (parte strumentale)
- Monologo Dodi 1
- Pierre
- Incredibilmente giù
- Ci penserò domani
- Pronto, buongiorno è la sveglia
- Notte a sorpresa
- Dammi solo un minuto
- Monologo Roby 1
- Viva
- Chi fermerà la musica

### 25 la nostra storia atto II
- Non siamo in pericolo
- Lettera da Berlino Est
- Monologo Red 2
- Se c'è un posto nel tuo cuore
- Rotolando respirando
- Monologo Dodi 2
- Giorni infiniti
- Che vuoi che sia
- Monologo Stefano 2
- La ragazza con gli occhi di sole
- Città di donne
- Monologo Roby 2
- Uomini soli
- Saluti finali
- Ancora tra un anno

## 1992 e 1993 Tour Il Cielo è blu sopra le nuvole
Tour successivo all'uscita dell'album Il cielo è blu sopra le nuvole. In alcune date si aggiunge Valerio Negrini con una seconda batteria tornando a suonare coi vecchi compagni dopo 21 anni.

### Date
- 21 novembre, Firenze, Palasport
- 24 novembre, Treviso
- novembre, Torino
- 28 novembre, Milano, Forum Milanofiori
- 30 novembre, Roma, PalaLottomatica
- 3 dicembre, Acireale
- 4 dicembre, Reggio Calabria
- 6 dicembre, Caserta, Palamaggiò
- 8 dicembre, Chieti
- 11 dicembre, Milano, Forum
- 7 agosto 1993, Borgo alla Collina di Castel San Niccolò
- 14 agosto 1993, Soverato, Campo Comunale
- 21 agosto 1993, Pizzo Calabro
- 26 agosto 1993, Nettuno, Stadio Borghese
- 27 agosto 1993, Cava dei Tirreni, Stadio Comunale "Simonetta Lamberti"
- 12 Settembre 1993, Somma Lombardo

### Scaletta
- Balliamo balliamo
- Città di donne
- Ricominciamo
- La luna ha vent'anni
- Ci penserò domani
- Senza frontiere
- Maria marea
- L'altra donna
- Io sono vivo
- La mia faccia
- Stare senza di te
- La gabbia
- Medley acustico: L'ultima notte di caccia; Cosa dici di me; La mia donna; Le ragazze normali; Dammi solo un minuto; L'anno, il posto, l'ora; La ragazza con gli occhi di sole; La donna infinita
- Il cielo è blu sopra le nuvole
- 50 primavere
- Buona fortuna
- Non siamo in pericolo
- Uomini soli
- In Italia si può
- Giorni infiniti
- Piccola Katy
- Tanta voglia di lei
- Goodbye
- Vieni fuori
- Pensiero
- Chi fermerà la musica

## 1994 Tour Acustica

### Date
- 7 luglio, Vigevano, Castello
- 11 luglio, Brescia, Castello
- 12 luglio, Cinisello Balsamo, Villa Ghirlanda Silvia
- 14 luglio, Busto Arsizio, Piazza San Giovanni
- 15 luglio,  Svizzera, Locarno, Piazza Grande
- 18 luglio, Mantova, Piazza Castello
- 19 luglio, Pistoia, Piazza del Duomo
- 20 luglio, Siena, Fortezza Medicea
- 22 luglio, Pontremoli, Piazza Duomo
- 23 luglio, Racconigi, Castello
- 24 luglio San Pellegrino Terme, Piazzale del Casinò
- 25 luglio, Padova, Piazza Prato Della Valle
- 26 luglio, Passariano di Codroipo, Villa Manin
- 27 luglio, Treviso, Piazza dei Signori
- 29 luglio, Senigallia, Piazza Garibaldi
- 15 agosto, Pietrasanta, Festival della Versiliana

### Scaletta
- Santa Lucia
- Quello che non sai
- Linda
- Alessandra
- Nascerò con te
- Tanta voglia di lei
- Non siamo in pericolo
- La mia donna
- La mia faccia
- Maria marea
- Giulia si sposa
- La gabbia
- Vieni fuori
- Città di donne
- Che vuoi che sia
- Stare senza di te
- La ragazza con gli occhi di sole
- L'altra donna
- Noi due nel mondo e nell'anima
- Ci penserò domani
- La gabbia
- Pronto, buongiorno è la sveglia
- Notte a sorpresa
- Dammi solo un minuto
- Il cielo è blu sopra le nuvole
- Pierre
- 50 primavere
- Quinta stagione
- Chi fermerà la musica
- Mediterraneo
- Uomini soli
- Pensiero

## 1994 e 1995 Tour Musicadentro
Tour successivo all'uscita dell'album Musicadentro.
Nella data di Milano i Pooh dedicarono Brennero '66, eseguita per la prima volta dal vivo dopo molti anni, a Mario Goretti presente in sala.
Fra i brani eseguiti solo in questo spettacolo e mai proposti in seguito in album live o altri concerti: Vorrei, Dietro la collina, Per chi sa capire e A cent'anni non si sbaglia più.

### Scaletta
- Vorrei
- Un leone in paradiso
- Tu dove sei
- L'ultima notte di caccia
- Dietro la collina
- A cent'anni non si sbaglia più
- La luna ha vent'anni
- Se c'è un posto nel tuo cuore
- Non siamo in pericolo
- Per chi sa capire
- Senza musica e senza parole
- Chi fermerà la musica
- Parsifal (1ª parte)
- Le canzoni di domani
- Medley: Santa Lucia; Quello che non sai; Linda; La mia donna; Alessandra; Nascerò con te
- Quinta stagione
- Noi due nel mondo e nell'anima
- Maria marea
- Pierre
- La gabbia
- L'altra donna
- La ragazza con gli occhi di sole
- La mia faccia
- Stare senza di te
- 50 primavere
- Dammi solo un minuto
- Il cielo è blu sopra le nuvole
- Uomini soli
- Tanta voglia di lei
- Pensiero

### Date
- 17 ottobre, Torino, Teatro Vittorio Alfieri
- 18 ottobre, Torino, Teatro Vittorio Alfieri
- 19 ottobre, Torino, Teatro Vittorio Alfieri
- 20 ottobre, Alessandria, Teatro Comunale
- 24 ottobre, Livorno, Teatro La Gran Guardia
- 25 ottobre, Roma, Teatro Olimpico
- 26 ottobre, Roma, Teatro Olimpico
- 28 ottobre, Roma, Teatro Olimpico
- 29 ottobre, Roma, Teatro Olimpico
- 30 ottobre, Roma, Teatro Olimpico
- 1º novembre, Milano, Teatro Lirico
- 3 novembre, Milano, Teatro Lirico
- 4 novembre, Milano, Teatro Lirico
- 5 novembre, Milano, Teatro Lirico
- 6 novembre, Milano, Teatro Lirico
- 10 novembre, Varese
- 14 novembre, Bologna, Teatro dei Congressi
- 16 novembre, Napoli, Teatro Augusteo
- 17 novembre, Napoli, Teatro Augusteo
- 19 novembre, Bari
- 21 novembre, Lecce, Teatro Politeama
- 26 novembre, Cremona, Teatro Ponchielli
- 5 dicembre, Genova, Teatro Genovese
- 9 dicembre, Sanremo, Teatro Ariston
- 12 dicembre, La Spezia, Teatro Astra
- 14 dicembre, Grosseto, Teatro Moderno
- 15 dicembre, Arezzo, Teatro Politeama
- 17 dicembre, Firenze, Teatro Verdi
- 18 dicembre, Firenze, Teatro Verdi
- 6 febbraio 1995, Bergamo, Teatro Donizetti

## 1995 Tour Buonanotte ai Suonatori
Tour successivo all'uscita dell'album dal vivo Buonanotte ai suonatori.

### Date
- 6 luglio, Trieste, Piazza dell'Unità
- 7 luglio, San Donà di Piave, Piazza Rizzo
- 8 luglio, Badia Polesine, Piazza Dalla Chiesa
- 9 luglio, Osio Sotto, Stadio Comunale
- 11 luglio, Carpi, Piazza Martiri
- 12 luglio, Milano, Fiera Campionaria Piazza Italia
- 13 luglio, Lodi, Piazza della Vittoria
- 14 luglio, Malo, Parco I Pini
- 15 luglio, Bettola, Piazza Cristoforo Colombo
- 16 luglio, Cossato, Area Festa Castellengo
- 19 luglio, Imperia, Porto Turistico Molo Oneglia
- 20 luglio, Susa, Piazza Savoia
- 22 luglio, Fermo, Piazza del Popolo
- 23 luglio, Pergola, Stadio Comunale
- 25 luglio, Porto Azzurro, Piazza De Santis
- 26 luglio, Volterra, Stadio Comunale
- 28 luglio, Murisengo, Piazza della Vittoria
- 29 luglio, Laveno, Piazzale Lungolago
- 30 luglio, Castel Goffredo, Area Festa
- 31 luglio, Fiera di Primiero, Campo Sportivo
- 2 agosto, Ortona, Campo Sportivo
- 4 agosto, Palomonte, Campo Sportivo
- 5 agosto, Trani, Piazza Re Manfredi
- 6 agosto, Castellaneta, Stadio De Bellis
- 7 agosto, Belvedere Marittimo, Campo Sportivo
- 8 agosto, Milazzo, Stadio Comunale
- 9 agosto, Enna, Autodromo di Pergusa
- 10 agosto, Augusta, Porto Turistico
- 12 agosto, Gallipoli, Stadio Comunale
- 13 agosto, Ariano Irpino, Stadio Comunale
- 14 agosto, Montano Antilia, Campo Sportivo
- 15 agosto, Fiuggi, Campo Sportivo
- 16 agosto, Cerveteri, Spazio A. De Santis

### Scaletta
- 00 Intro
- 01 Le canzoni di domani

Saluti
- 02 Chi fermerà la musica
- 03 Ci penserò domani
- 04 Giulia si sposa
- 05 Maria marea

Parlato Roby 
- 06 Quinta stagione
- 07 Noi due nel mondo e nell'anima
- 08 La mia faccia
- 09 Stare senza di te
- 10 la gabbia

Parlato Stefano 
- 11 Solo voci
- 12 Parsifal (versione integrale)
- 13 L'altra donna
- 14 La ragazza con gli occhi di sole
- 15 Mediterraneo

Parlato Red
- 16 Tu dove sei
- 17 Dammi solo un minuto
- 18 Senza musica e senza parole
- 19 A cent'anni non si sbaglia più
- 20 Il cielo è blu sopra le nuvole

Parlato Dodi
- Medley
- 21 Per quelli come noi
- 22 Nel buio
- 23 Piccola Katy
- 24 In silenzio
- 25 Viva
- 26 Non siamo in pericolo

Bis 
- Medley
- 27 Quello che non sai
- 28 Linda
- 29 La mia donna
- 30 Alessandra
- 31 Nascerò con te

Ringraziamenti Pooh
- 32 Uomini soli
- 33 Tanta voglia di lei
- 34 Pensiero
- 35 Buonanotte ai suonatori
- 36 Ancora tra un anno (base finale)

## 1997 Tour Amici X Sempre
Tour successivo all'uscita dell'album Amici per sempre.

### Date
- 25 gennaio, Casale Monferrato, Palazzetto dello sport (anteprima della tournée)
- 27 gennaio, Torino, Palasport di Parco Ruffini, nota: Roberto Casarin, fondatore a Leini di "Anima Universale", insieme a dieci dei suoi sacerdoti sul palco ha intonato un coro gospel su C'è bisogno di un piccolo aiuto, l'ultimo brano in scaletta prima del bis.
- 28 gennaio, Montichiari
- 30 gennaio, Villorba, PalaVerde
- 31 gennaio, Treviglio
- 1º febbraio,  Svizzera, Bellinzona, Palabasket
- 3 febbraio, Bologna
- 4 febbraio, Pesaro
- 6 febbraio, Firenze
- 8 febbraio, Roma, PalaLottomatica
- 10 febbraio, Bari
- 11 febbraio, Napoli
- 13 febbraio, Reggio Calabria
- 14 febbraio, Acireale
- 17 febbraio, Milano
- 25 febbraio, Livorno, Palamacchia
- 27 febbraio, Udine
- 28 febbraio, Verona
- 1º marzo, Cantù
- 3 marzo, Biella
- 4 marzo, Genova
- 6 marzo, Varese
- 3 luglio, Domodossola, Stadio Comunale
- 7 luglio, Saint-Vincent, Stadio Comunale
- 7 luglio, Bergamo, Stadio Comunale
- 8 luglio, Gonzaga, Fiera Millenaria
- 9 luglio, Vittorio Veneto, Piazza Giovanni Paolo I
- 11 luglio, Villanova Canavese, Parco urbano Due Laghetti
- 15 luglio, Villaverla, Area Festeggiamenti
- 17 luglio, Monza, Villa Reale
- 19 luglio, Villafranca di Verona, Castello di Villafranca
- 22 luglio, Corte Franca, Parco Acquasplash Franciacorta
- 25 luglio, Salerno, Stadio Comunale
- 26 luglio, Airola, Piazza del Mercato
- 30 luglio, Bibione, Stadio Comunale

### Scaletta nei Palasport
- Amici per sempre
- Fammi fermare il tempo
- Cercando di te
- Il cielo è blu sopra le nuvole
- L’altra donna
- Le canzoni di domani
- Il silenzio della colomba
- Tu dov’eri
- Diritto d’amare
- Giorni infiniti
- Stare senza di te
- Le donne mi hanno detto
- Innamorati sempre, innamorati mai
- Medley acustico: Il ragazzo del cielo (Lindbergh); Odissey; Uno straniero venuto dal tempo; Risveglio; Viva
- Uomini soli
- Danza a distanza
- La donna del mio amico
- C’è bisogno di un piccolo aiuto
- Medley: Pronto buongiorno è la sveglia; Buona fortuna; Non siamo in pericolo; Vieni fuori; Piccola Katy; Notte a sorpresa; Chi fermerà la musica
- Medley: Noi due nel mondo e nell’anima; Dammi solo un minuto; Giulia si sposa; Tanta voglia di lei; Nascerò con te; Pensiero

### Scaletta nel tour estivo
- Amici per sempre
- Danza a distanza
- Cercando di te
- Il cielo è blu sopra le nuvole
- L’altra donna
- Fammi fermare il tempo
- Il silenzio della colomba
- Tu dov’eri
- Diritto d’amare
- Giorni infiniti
- Stare senza di te
- Le donne mi hanno detto
- Innamorati sempre, innamorati mai
- Medley acustico: Il ragazzo del cielo (Lindbergh); Odissey; Uno straniero venuto dal tempo; Risveglio; Viva
- Uomini soli
- Le canzoni di domani
- La donna del mio amico
- C’è bisogno di un piccolo aiuto
- Medley: Pronto buongiorno è la sveglia; Buona fortuna; Non siamo in pericolo; Vieni fuori; Piccola Katy; Notte a sorpresa; Chi fermerà la musica
- Medley: Noi due nel mondo e nell’anima; Dammi solo un minuto; Giulia si sposa; Tanta voglia di lei; Nascerò con te; Pensiero

## 1998 Tour The Best of Pooh

### Date
- 19 marzo, Montichiari, PalaGeorge (anteprima)
- 21 marzo, Villorba, PalaVerde
- 23 marzo, Torino, Palastampa
- 24 marzo, Varese, Palasport
- 26 marzo, Roma, Paleur
- 28 marzo, Catania, Palacatania
- 30 marzo, Reggio Calabria, Palapentimele
- 1º aprile, Ancona, PalaRossini
- 3 aprile, Verona, Palasport
- 4 aprile, Firenze, Palsport
- 6 aprile, Assago, Filaforum
- 7 aprile, Treviglio, Palasport
- 13 luglio, Cremona, Stadio Comunale
- 15 luglio, Bergamo, Lazzaretto
- 16 luglio, Como, Parco di Villa Erba
- 18 luglio, Villar Perosa, Stadio Comunale
- 19 luglio, Arquata Scrivia, Centro Commerciale
- 21 luglio, Pontedera, Stadio Comunale
- 23 luglio, San Giovanni al Natisone, Stadio Comunale
- 24 luglio, Pianiga, Stadio Comunale
- 25 luglio, Formigine, Piazza del Castello
- 27 luglio, Bagnoregio, Stadio Comunale
- 29 luglio, Santa Teresa di Gallura, Stadio Comunale
- 31 luglio, Villacidro, Stadio Comunale
- 1º agosto, Perdasdefogu, Stadio Comunale
- 4 agosto, Ripacandida, Stadio Comunale
- 7 agosto, Caltavuturo, Stadio Comunale
- 8 agosto, Marsala, Area del Porto
- 11 agosto, Galatina, Fiera di Galatina
- 12 agosto, Monopoli, Piazza Vittorio Emanuele
- 13 agosto, Scerni, Stadio Comunale
- 14 agosto, Giulianova, Parco Lungomare
- 21 agosto, Foggia, Fiera
- 4 settembre,  Monaco, Monte Carlo, Sporting Club
- 5 settembre,  Monaco, Monte Carlo, Sporting Club
- 6 settembre,  Monaco, Monte Carlo, Sporting Club

### Scaletta
- Brava la vita
- Giorni infiniti
- La mia donna
- Cercando di te
- Ci penserò domani
- Tu dov’eri
- Anni senza fiato
- L’altra donna
- Città di donne
- 50 Primavere
- Medley: Notte a sorpresa; Canterò per te
- Stare senza di te
- Parsifal (quasi integrale)
- Non lasciarmi mai più
- Il cielo è blu sopra le nuvole
- Medley acustico: Il ragazzo del cielo; Odissey; Uno straniero venuto dal tempo; Risveglio; Viva
- Pierre
- L’ultima notte di caccia
- Uomini soli
- La donna del mio amico
- Amici per sempre
- Medley: Vieni fuori; Piccola Katy; In silenzio; Pronto, buongiorno è la sveglia; Noi due nel mondo e nell’anima; Buona fortuna; Non siamo in pericolo
- Medley acustico: Dammi solo un minuto; Infiniti noi; Nascerò con te; Tanta voglia di lei; Pensiero
- Chi fermerà la musica

## 1999 Tour Un Posto Felice
Tour successivo all'uscita dell'album Un posto felice.
La data di Arezzo dell'11 settembre venne trasmessa da Canale5 e ne venne tratta una videocassetta.

### Date
- 19 maggio, Montichiari, PalaGeorge
- 21 maggio, Firenze, Palasport
- 22 maggio, Ancona, PalaRossini
- 25 maggio, Varese, Palasport
- 27 maggio, Assago, Filaforum
- 29 maggio, Torino, Palastampa
- 31 maggio, Treviglio, Palasport
- 3 giugno, Verona, Palasport
- 5 giugno, Villorba, PalaVerde
- 8 giugno, Roma, Palaeur
- 14 luglio, Desenzano, Stadio Comunale
- 16 luglio, Rivarolo Canavese, Piazza Massoglia
- 17 luglio, Legnano, Stadio Mari
- 18 luglio, Gravellona Toce, Stadio Lucchini
- 20 luglio, Lecco, Stadio del Rugby
- 23 luglio, Grosseto, Stadio Comunale
- 24 luglio, Cisterna di Latina, Stadio Bartolani
- 25 luglio, Napoli, Mostra d'Oltremare
- 27 luglio, Massa, Stadio Comunale
- 29 luglio, Rosà, Stadio Comunale
- 31 luglio, Trieste, Piazza Unità d'Italia
- 3 agosto, Cattolica, Arena Regina D'Estate
- 5 agosto, Montesilvano, Stadio Comunale
- 8 agosto, Palermo, Velodromo
- 10 agosto, Modica, Stadio Comunale
- 11 agosto, Paternò, Viale dei Platani
- 14 agosto, Montorio Romano, Verde Pubblico
- 16 agosto, Ladispoli, Campo Sportivo
- 18 agosto, Vibo Marina, Centro Fieristico
- 20 agosto, Taranto, Stadio Iacovone
- 22 agosto, Gallipoli, Area Portuale
- 24 agosto, Foggia, Fiera
- 26 agosto, Umbertide, Stadio Comunale
- agosto, Caserta
- 31 agosto, Santa Lucia di Piave, Campo Fiera
- 3 settembre, Bergamo, Lazzaretto
- 4 settembre, Reggio Emilia
- 11 settembre, Arezzo, Piazza Grande
- 31 dicembre, Sanremo, Porto Vecchio

### Scaletta
- Eravamo ragazzi
- Se balla da sola
- Quando lui ti chiederà di me
- Io ti aspetterò
- Non lasciarmi mai più
- Cercando di te
- Amici per sempre
- Medley acustico: Cosa dici di me; La ragazza con gli occhi di sole; L'altra donna; Maria marea; Se c'è un posto nel tuo cuore; In diretta nel vento; Stare senza di te; In concerto; Innamorati sempre, innamorati mai
- Dimmi di sì
- Ricostruire un amore
- Sogno a mezza estate
- Quel che non si dice
- La donna del mio amico
- Medley: Rotolando respirando; Quando una lei va via; Il cielo è blu sopra le nuvole; Noi due nel mondo e nell'anima; Nascerò con te; Dammi solo un minuto
- Mi manchi
- 20.000 leghe sopra i cieli
- Medley acustico: Incredibilmente giù; Notte a sorpresa; Piccola Katy, Tanta voglia di lei
- Uomini soli
- Medley: Non siamo in pericolo; Pensiero; Chi fermerà la musica

### Scaletta del concerto dell'11/09/1999 ad Arezzo
- Amici per sempre
- Se balla da sola
- Cercando di te
- Non lasciarmi mai più
- Io ti aspetterò
- Giorni infiniti
- Medley acustico: Cosa dici di me; La ragazza con gli occhi di sole; L'altra donna; Maria marea; Se c'è un posto nel tuo cuore; In diretta nel vento; Stare senza di te; In concerto
- Dimmi di sì
- Quando lui ti chiederà di me
- La donna del mio amico
- Medley: Rotolando respirando; Quando una lei va via; Il cielo è blu sopra le nuvole; Noi due nel mondo e nell'anima; Nascerò con te; Dammi solo un minuto; Innamorati sempre, innamorati mai
- Mi manchi
- 20.000 leghe sopra i cieli
- Medley acustico: Incredibilmente giù; Notte a sorpresa; Piccola Katy, Tanta voglia di lei
- Uomini soli
- Medley: Non siamo in pericolo; Pensiero; Chi fermerà la musica

## 2001 Tour Cento di Queste Vite
Tour successivo all'uscita dell'album Cento di queste vite.

### Date
- 25 gennaio, Varese, Palasport
- 27 gennaio, Pesaro, Bpa Palace
- 29 gennaio, Montichiari, PalaGeorge
- 30 gennaio, Treviglio, Palasport
- 1º febbraio, Torino, Palastampa
- 3 febbraio, Firenze, Palasport
- 5 febbraio, Verona, Palasport
- 6 febbraio, Trento, Palazzetto dello Sport
- 8 febbraio, Villorba, PalaVerde
- 10 febbraio, Assago, Filaforum
- 12 febbraio, San Benedetto del Tronto, Palacongressi
- 14 febbraio, Livorno, PalaMacchia
- 16 febbraio, Roma, Palaghiaccio
- 17 febbraio, Castel Morrone, PalaMaggiò
- 19 febbraio, Reggio Calabria, Palapentimele
- 21 febbraio, Palermo, Palasport
- 23 febbraio, Catania, Palasport
- 25 febbraio, Andria, Palasport
- 27 febbraio, Cucciago, PalaPianella
- 12 maggio, Desio, Palasport
- 15 maggio, Brescia, Piazza Paolo VI
- 17 maggio, Perugia, Palasport
- 19 maggio, Messina, Palasport
- 21 maggio, Rende, Stadio Comunale
- 23 maggio, Bari, Palasport
- 25 maggio, San Severo, Palasport
- 6 luglio, Palazzolo di Sona, Stadio Comunale
- 12 luglio, Vaprio d'Adda, Villa Castelbarco
- 19 luglio, Benevento, Stadio Santa Colomba
- 30 luglio, San Vincenzo, Stadio Pietro Biagi
- 1º agosto, Fermo, Stadio Comunale
- 3 agosto, Roseto degli Abruzzi, Stadio Comunale
- 5 agosto, Brindisi, Stadio Comunale
- 7 agosto, Scicli, Stadio Comunale
- 9 agosto, Adrano, Piazza Umberto
- 11 agosto, Capo d'Orlando
- 13 agosto, Serra San Bruno, Stadio Comunale
- 15 agosto, Nettuno, Piazza
- 19 agosto, Piancastagnaio, Monte Amiata, Stadio Comunale
- 21 agosto, Montecatini, Piazza della Torretta

### Scaletta
- I respiri del mondo
- Un grande amore
- Non dimenticarti di me
- Stai con me
- Padre a vent'anni
- Non lasciarmi mai più
- Cercando di te
- Se balla da sola
- La donna del mio amico
- Buona fortuna e buon viaggio
- Io ti vorrei di più
- Ti sposerei domani
- Medley acustico: Piccola Katy; Quando lui ti chiederà di me; Io ti aspetterò; 50 primavere; Mi manchi; Uomini soli
- Medley: Lettera da Berlino Est; Io e te per altri giorni; Se c'è un posto nel tuo cuore; L'ultima notte di caccia; L'anno, il posto, l'ora; Parsifal (2ª parte)
- Puoi sentirmi ancora (1ª e 2ª parte)
- Dimmi di sì
- Amici per sempre
- Medley: Vieni fuori; Quello che non sai; Tanta voglia di lei; Pensiero; Noi due nel mondo e nell'anima; Dammi solo un minuto; Notte a sorpresa; Chi fermerà la musica; Stare senza di te; Il cielo è blu sopra le nuvole; Non siamo in pericolo

## 2002 Best of the Best Tour

### Date
- 2 luglio, Verbania, Stadio Comunale (data zero)
- 4 luglio, Villafranca di Verona, Castello Scaligero
- 6 luglio, Riccione, Stadio Comunale Nicoletti
- 8 luglio, Brescia, Piazza della Loggia
- 10 luglio, Monza, Stadio Brianteo
- 11 luglio, Vigevano, Castello Sforzesco
- 12 luglio, Venegono, Aeroporto Militare
- 16 luglio, Foligno, Caserma Gonzaga
- 18 luglio, Rovigo, Stadio "Battaglini"
- 19 luglio, Lignano Sabbiadoro, Stadio Comunale
- 20 luglio, Vicenza, Piazza Monte Berico
- 22 luglio, Oderzo, Stadio Comunale
- 24 luglio, La Spezia, Teatro all'aperto
- 25 luglio, Orbetello, Parco dell'idroscalo
- 26 luglio, Montevarchi, Stadio Comunale
- 28 luglio, Formia, Piazzale del Porto Nuovo
- 30 luglio, Telese Terme, Stadio Comunale
- 2 agosto, Loreto, Campo Sportivo
- 4 agosto, Pescara, Piazza 1º maggio
- 5 agosto, Paestum, Arena dei Templi
- 6 agosto, Carmiano, Festival della Valle della Cupa
- 8 agosto, Barletta, Castello Svevo
- 10 agosto, Carosino, Stadio
- 11 agosto, Villapiana, Arena
- 12 agosto, Catanzaro, Arena Magna Grecia
- 14 agosto, Pergusa, Autodromo
- 16 agosto, Licata, Stadio Comunale
- 17 agosto, Taormina, Teatro Antico
- 19 agosto, Palermo, Foro Italico
- 21 agosto, Torre del Lago Puccini, Teatro all'aperto Puccini
- 23 agosto, Cabras, Campo Sportivo
- 25 agosto, Iglesias, Stadio Comunale Monteponi

### Scaletta
- Portami via
- Amici per sempre
- E arrivi tu
- La donna del mio amico
- Dimmi di sì
- Pronto, buongiorno è la sveglia
- Ci penserò domani
- L'altra donna
- Stai con me
- Figli
- Medley acustico: L'ultima notte di caccia; Piccola Katy; Incredibilmente giù; Linda; La ragazza con gli occhi di sole; Cercando di te; In diretta nel vento; Mi manchi; Uomini soli
- Medley: Canterò per te; Io e te per altri giorni; Se c'è un posto nel tuo cuore; La mia donna; Se balla da sola; Non siamo in pericolo
- C'era una volta
- Parsifal (1ª e 2ª parte)
- Medley: Dammi solo un minuto; Noi due nel mondo e nell'anima; 50 primavere; Stare senza di te; In silenzio; Non lasciarmi mai più; Tanta voglia di lei; Pensiero; Chi fermerà la musica

## 2004 Tour Ascolta
Tour successivo all'uscita dell'album Ascolta.
La data del 7 agosto al porto di Civitavecchia venne trasmessa da Radio
Italia TV e ne fu tratto il primo DVD live dei Pooh.

### Date
- 28 giugno, Palazzolo di Sona, Stadio Comunale (data zero)
- 3 luglio, Castelvetro di Modena, Stadio Comunale
- 5 luglio, Pordenone, Fiera di Pordenone
- 6 luglio, Riccione, Stadio Comunale
- 7 luglio, Monza, Stadio Brianteo
- 9 luglio, Brescia, Arena Brixia Expo
- 11 luglio, Pontedera, Stadio Mannucci
- 12 luglio, Vigevano, Castello Sforzesco
- 13 luglio, Asti, Stadio C. Bosia
- 15 luglio, Marostica, Piazza degli Scacchi
- 16 luglio, Lignano, Arena Alpe Adria
- 17 luglio, Padova, Stadio Plebiscito
- 19 luglio, Civitanova Marche, Stadio Polisportivo
- 21 luglio, Cassino, Stadio G. Salveti
- 23 luglio, Vasto, Stadio Aragona
- 27 luglio, Battipaglia, Stadio Pastena
- 29 luglio, Lecce, Le Cave
- 31 luglio, Taranto, Stadio E. Jacovone
- 2 agosto, Trani, Piazza Re Manfredi
- 3 agosto, Sulmona, Parco Augusto Daolio
- 4 agosto, Subiaco, Stadio Comunale
- 7 agosto, Civitavecchia, Porto
- 10 agosto, Cittanova, Anfiteatro
- 11 agosto, Acri, Anfiteatro
- 12 agosto, Mirto, Stadio Comunale
- 14 agosto, Amantea, Stadio Comunale
- 18 agosto, Letojanni, Stadio Comunale
- 19 agosto, Palermo, Teatro di Verdura
- 21 agosto, Vittoria, Fiera Emaia
- 25 agosto, Faenza, Piazza del Popolo
- 27 agosto, Torre del Lago, Teatro Puccini

### Scaletta
- Ascolta
- Capita quando capita
- Giorni infiniti
- Lettera da Berlino Est
- Rotolando respirando
- Buona fortuna
- L'ultima notte di caccia
- Viva
- Io e te
- Stella
- Cosa sarà di noi
- Medley: L'altra donna; Stare senza di te; La donna del mio amico; Se c'è un posto nel tuo cuore; Ci penserò domani; Canterò per te
- Scusami
- Medley acustico: Mediterraneo; Pierre; Cercando di te; Dove sto domani; 50 primavere; Il cielo è blu sopra le nuvole; Noi due nel mondo e nell'anima; Mi manchi; Notte a sorpresa; Nascerò con te
- Dove sono gli altri tre
- Medley: Piccola Katy; Dammi solo un minuto; Portami via; Non siamo in pericolo; Chi fermerà la musica; Pensiero; Tanta voglia di lei
- Uomini soli
- Amici per sempre
- Stai con me
- Dimmi di sì
- Domani

## 2004 Tour teatrale Ascolta

### Date
- 22 ottobre, Novara, Teatro Coccia
- 23 ottobre, Novara, Teatro Coccia
- 25 ottobre, Torino, Teatro Colosseo
- 26 ottobre, Torino, Teatro Colosseo
- 27 ottobre, Torino, Teatro Colosseo
- 29 ottobre, Milano, Teatro Smeraldo
- 30 ottobre, Milano, Teatro Smeraldo
- 31 ottobre, Milano, Teatro Smeraldo
- 1º novembre, Milano, Teatro Smeraldo
- 3 novembre, Milano, Teatro Smeraldo
- 4 novembre, Milano, Teatro Smeraldo
- 5 novembre, Bergamo, Teatro Tenda
- 6 novembre, Bergamo, Teatro Tenda
- 9 novembre, Piacenza, Teatro Politeama
- 10 novembre, Piacenza, Teatro Politeama
- 12 novembre, Firenze, Saschall
- 13 novembre, Firenze, Saschall
- 14 novembre, Firenze, Saschall
- 15 novembre, Livorno, Teatro G. Guardia
- 16 novembre, Livorno, Teatro G. Guardia
- 18 novembre, Trieste, Teatro Rossetti
- 19 novembre, Trieste, Teatro Rossetti
- 22 novembre, Bologna, Teatro Medica
- 23 novembre, Bologna, Teatro Medica
- 25 novembre, Trento, Teatro S. Chiara
- 26 novembre, Trento, Teatro S. Chiara
- 27 novembre, Varese, Teatro
- 28 novembre, Varese, Teatro
- 30 novembre, Perugia, Teatro Turreno
- 1º dicembre, Perugia, Teatro Turreno
- 3 dicembre, Roma, Teatro Olimpico
- 4 dicembre, Roma, Teatro Olimpico
- 5 dicembre, Roma, Teatro Olimpico
- 6 dicembre, Roma, Teatro Olimpico
- 8 dicembre, San Benedetto del Tronto, Palacongressi
- 9 dicembre, San Benedetto del Tronto, Palacongressi
- 11 dicembre, Bari, Teatro Team
- 12 dicembre, Bari, Teatro Team
- 13 dicembre, Napoli, Teatro Augusteo
- 14 dicembre, Napoli, Teatro Augusteo
- 15 dicembre, Avellino, Teatro Gesualdo
- 17 dicembre, Siracusa, Teatro Vasquez
- 18 dicembre, Catania, Teatro Metropolitan
- 19 dicembre, Catania, Teatro Metropolitan
- 20 dicembre, Messina, Teatro Vittorio Emanuele
- 21 dicembre, Messina, Teatro Vittorio Emanuele

### Scaletta
- Vivi
- Amici per sempre
- Stai con me
- Ascolta
- Scusami
- Per dimenticare te
- Capita quando capita
- Medley: L'altra donna; Stare senza di te; La donna del mio amico; La mia donna; Ci penserò domani; Che vuoi che sia; Cercando di te; Se c'è un posto nel tuo cuore
- Tu dov'eri
- Giorni infiniti
- Lettera da Berlino Est
- Rotolando respirando
- L'ultima notte di caccia
- Viva
- Parsifal (seconda parte)
- Medley acustico: Mediterraneo; Pierre; In diretta nel vento; Io ti aspetterò; Dove sto domani; Figli; 50 primavere; Il cielo è blu sopra le nuvole; Notte a sorpresa; Nascerò con te
- Dove sono gli altri tre
- Medley: Piccola Katy; Dammi solo un minuto; Noi due nel mondo e nell'anima; Portami via; Canterò per te; Chi fermerà la musica; Non siamo in pericolo
- Uomini soli
- Pensiero
- Tanta voglia di lei
- Dimmi di sì
- Domani

## 2005 Tour teatrale Ascolta

### Date
- 26 gennaio, Vercelli, Teatro Civico
- 28 gennaio, Cremona, Teatro Ponchielli
- 29 gennaio, Mantova, Teatro Cinema Ariston
- 30 gennaio, Mantova, Teatro Cinema Ariston
- 31 gennaio, Verona, Teatro Filarmonico
- 1º febbraio, Brescia, Palabrescia
- 3 febbraio, Rovigo, Teatro Tenda
- 4 febbraio, Como, Teatro Sociale
- 5 febbraio, Como, Teatro Sociale
- 7 febbraio, Udine, Teatro G. Da Udine
- 8 febbraio, Udine, Teatro G. Da Udine
- 9 febbraio, Bassano del Grappa, Teatro Astra
- 10 febbraio, Bassano del Grappa, Teatro Astra
- 12 febbraio, Venezia, Palagalileo
- 13 febbraio, Venezia, Palagalileo
- 14 febbraio, Legnano, Teatro Galleria
- 16 febbraio,  Svizzera, Lugano, Palacongressi
- 17 febbraio, Biella, Teatro Odeon
- 18 febbraio, Alessandria, Teatro Comunale
- 20 febbraio, Arezzo, Centro Affari
- 21 febbraio, Piombino, Teatro Metropolitan
- 22 febbraio, Piombino, Teatro Metropolitan
- 24 febbraio, Fabriano, Teatro Gentile da Fabriano
- 25 febbraio, Fabriano, Teatro Gentile da Fabriano
- 26 febbraio, Modena, Teatro Storchi
- 28 febbraio, Pesaro, B.P.A. Palas
- 2 marzo, Teramo, Teatro Comunale
- 3 marzo, Teramo, Teatro Comunale
- 4 marzo, Pescara, Teatro Massimo
- 5 marzo, Pescara, Teatro Massimo
- 7 marzo, Avellino, Teatro Gesualdo
- 8 marzo, Napoli, Teatro Augusteo
- 9 marzo, Napoli, Teatro Augusteo
- 11 marzo, Trapani, Auditorium
- 13 marzo, Ragusa, Teatro Tenda
- 14 marzo, Catania, Teatro Metropolitan
- 15 marzo, Palermo, Teatro Al Massimo
- 16 marzo, Palermo, Teatro Al Massimo
- 17 marzo, Palermo, Teatro Al Massimo
- 6 aprile, Mestre, Teatro Corso
- 9 aprile, Bergamo, Palatenda Creberg
- 11 aprile, Reggio Calabria, Teatro Cilea
- 12 aprile, Reggio Calabria, Teatro Cilea
- 13 aprile, Cosenza, Teatro Rendano
- 14 aprile, Cosenza, Teatro Rendano
- 16 aprile, Prato, Teatro Politeama
- 17 aprile, Prato, Teatro Politeama
- 18 aprile, Genova, Teatro Politeama
- 19 aprile, Genova, Teatro Politeama
- 21 aprile, Sanremo, Teatro Ariston
- 22 aprile, Novara, Teatro Coccia
- 23 aprile, Saint-Vincent, Palais
- 24 aprile, Saint-Vincent, Palais
- 27 aprile, Brescia, Palabrescia
- 29 aprile, Vigevano, Teatro Cagnoni

### Scaletta
- Vivi
- Amici per sempre
- Stai con me
- Ascolta
- Scusami
- Per dimenticare te
- Capita quando capita
- Medley: L'altra donna; Stare senza di te; La donna del mio amico; La mia donna; Ci penserò domani; Che vuoi che sia; Cercando di te; Se c'è un posto nel tuo cuore
- Tu dov'eri
- Giorni infiniti
- Lettera da Berlino Est
- Rotolando respirando
- L'ultima notte di caccia
- Viva
- Parsifal (seconda parte)
- Medley acustico: Mediterraneo; Pierre; In diretta nel vento; Io ti aspetterò; Dove sto domani; Figli; 50 primavere; Il cielo è blu sopra le nuvole; Notte a sorpresa; Nascerò con te
- Dove sono gli altri tre
- Medley: Piccola Katy; Dammi solo un minuto; Noi due nel mondo e nell'anima; Portami via; Canterò per te; Chi fermerà la musica; Non siamo in pericolo
- Uomini soli
- Pensiero
- Tanta voglia di lei
- Dimmi di sì
- Domani

## 2006 Tour La Grande Festa
Dal concerto del 22 settembre a Padova furono tratti l'album e il
DVD dal vivo Noi con voi.

### Date
- 15 marzo, Piacenza, PalaBanca (data zero)
- 18 marzo, Roma, Palalottomatica
- 20 marzo, Andria, Palasport
- 21 marzo, Caserta, PalaMaggiò
- 23 marzo, Palermo, Palasport
- 24 marzo, Catania, PalaCatania
- 26 marzo, Pesaro, BPA Palas
- 28 marzo, Livorno, Modigliani Forum
- 29 marzo, Firenze, Nelson Mandela Forum
- 31 marzo, Villorba, PalaVerde
- 1º aprile, Mantova, Palasport
- 3 aprile, Torino, Palamazda
- 4 aprile, Varese, Palasport
- 6 aprile, Treviglio, Palasport
- 7 aprile, Assago, DatchForum
- 7 luglio, Sordevolo, Anfiteatro
- 10 luglio, Brescia, Piazza del Duomo
- 12 luglio, Monza, Stadio Brianteo
- 14 luglio, Gallarate, Stadio delle Azalee
- 16 luglio, Santa Vittoria d'Alba, Arena Concerti Cincinland
- 18 luglio, Chioggia, Stadio Comunale “Isola dell'Unione”
- 19 luglio, Lignano Sabbiadoro, Arena Alpe Adria
- 21 luglio, Vicenza, Piazza Monte Berico
- 22 luglio, Riccione, Piazzale Roma
- 23 luglio, Fiorano Modenese, Stadio Comunale “Sassi”
- 25 luglio, Grosseto, Stadio Comunale
- 26 luglio, Viterbo, Piazza del Plebiscito
- 28 luglio, Ascoli Piceno, Piazza del Popolo
- 29 luglio, Fiuggi, Centro Sportivo “Capo i prati”
- 31 luglio, Eboli, Stadio Comunale “Dirceu”
- 2 agosto, Forio, Stadio Comunale
- 4 agosto, Castel di Sangro, Stadio Comunale "T.Patini"
- 6 agosto, Taranto, Stadio Iacovone
- 7 agosto, Villapiana, Anfiteatro
- 8 agosto, Paola, Area ex stadio - Lungomare
- 10 agosto, Partanna, Anfiteatro Provinciale
- 11 agosto, Modica, Stadio Comunale
- 13 agosto, Messina, Stadio San Filippo
- 17 agosto, Catanzaro, Area Magna Grecia
- 19 agosto, Anzio, Stadio del Baseball
- 20 agosto, Spoleto, Piazza del Duomo
- 23 agosto, Trani, Piazza Monastero di Colonna
- 25 agosto, Foggia, Anfiteatro Mediterraneo
- 26 agosto, Viterbo, Prato Giardino
- 27 agosto, Viareggio, Cittadella del Carnevale
- 9 settembre, Verona, Arena
- 22 settembre, Padova, Prato della Valle

### Scaletta del concerto del 22/09/2006 a Padova
- Rotolando respirando
- Giorni infiniti
- Amici per sempre
- Buona fortuna
- Stai con me
- Il ragazzo del cielo (Lindbergh)
- Io sono vivo
- Se nasco un’altra volta
- Canterò per te
- Pronto, buongiorno è la sveglia
- Viva
- Per te qualcosa ancora
- L’altra donna
- Tutto alle tre
- Stare senza di te
- Cosa dici di me
- In diretta nel vento
- Ci penserò domani
- Noi due nel mondo e nell’anima
- La donna del mio amico
- Tu dov’eri
- La gabbia
- Risveglio
- Parsifal (2 parte)
- In concerto
- Solo voci
- 50 primavere
- Alessandra
- Nascerò con te
- Uomini soli
- Capita quando capita
- Dimmi di sì
- Non siamo in pericolo
- La grande festa
- Cuore azzurro
- Vieni fuori
- Piccola Katy
- Dammi solo un minuto
- Cercando di te
- In silenzio
- Notte a sorpresa
- Pensiero
- Tanta voglia di lei
- Chi fermerà la musica
- Goodbye

## 2007 Tour Recital d'estate

### Date
- 13 luglio, Lovadina, Oasi naturale delle Bandìe
- 26 luglio, Gardone Riviera, Teatro Del Vittoriale
- 29 luglio, Martinsicuro, Stadio Del Pattinaggio
- 31 luglio, Ostra Vetere, Area Archeologica "Muracce"
- 1º agosto, Marina di Pietrasanta, Teatro La Versiliana
- 2 agosto, San Marcello Pistoiese, Stadio Comunale "Severmino"
- 4 agosto, Corato, Villa Comunale Parco Sant'Elia
- 6 agosto, Rotonda, Stadio Comunale
- 7 agosto, Paestum, Teatro Dei Templi, Paestum Festival
- 9 agosto, Chieti, Parco Archeologico "La civitella"
- 10 agosto,  Monaco, Monte Carlo, Sporting Club
- 23 agosto, Taormina, Teatro Antico
- 24 agosto, Palermo, Teatro di Verdura

### Scaletta
- Intro (Banda nel vento)
- Vieni fuori
- Quello che non sai
- In silenzio
- Piccola Katy
- Amici per sempre
- Giorni infiniti
- Dimmi di sì
- Il cielo non finisce mai
- Se c'è un posto nel tuo cuore
- Cercando di te
- L'altra donna
- La donna del mio amico
- Fotografie
- L'ultima notte di caccia
- Viva
- La gabbia
- Risveglio
- Parsifal (versione integrale)
- La mia faccia
- In diretta nel vento
- Pierre
- Il cielo è blu sopra le nuvole
- La ragazza con gli occhi di sole
- Che vuoi che sia
- Stare senza di te
- La luna ha vent'anni
- Giulia si sposa
- Nascerò con te
- Uomini soli
- Stai con me
- Io sono vivo
- Canterò per te
- Non siamo in pericolo
- Pronto, buongiorno è la sveglia
- Tanta voglia di lei
- Pensiero
- Noi due nel mondo e nell'anima
- Dammi solo un minuto
- Chi fermerà la musica
- Goodbye

## 2008 Beat ReGeneration Tour
Tour successivo all'uscita dell'album Beat ReGeneration.

### Date
- 27 marzo, Jesolo, Palazzo del Turismo (data zero)
- 29 marzo, Mantova, Palabam
- 31 marzo, Trento, Palatrento
- 2 aprile, Trieste, Palatrieste
- 3 aprile, Villorba, PalaVerde
- 5 aprile, Cuneo, Palasport
- 8 aprile, Genova, Vaillant Palace
- 9 aprile, Bologna, Paladozza
- 11 aprile, Assago, Datchforum
- 12 aprile, Ancona, PalaRossini
- 15 aprile, Roma, Palalottomatica
- 18 aprile, Napoli, Palapartenope
- 19 aprile, Barletta, Paladisfida
- 22 aprile, Palermo, Palasport
- 23 aprile, Acireale, Palasport
- 26 aprile, Rimini, Stadium 105
- 8 maggio, Perugia, Palaevangelisti
- 10 maggio, Torino, Palaolimpico
- 3 luglio, Latina, Stadio Comunale (data zero tour estivo)
- 7 luglio, Verona, Arena
- 12 luglio, Olgiate Olona, Parco di Villa Gonzaga
- 22 luglio, Acqui Terme, Stadio Ottolenghi
- 31 luglio, Brembate di Sopra, Polisportiva
- 2 agosto, Majano, Festival di Majano
- 7 agosto, Ostuni, Foro Boario
- 10 agosto, Teramo, Stadio Comunale
- 19 agosto, Reggio Calabria, Lungomare
- 21 agosto, Campo Felice, Arena del mare
- 23 agosto, Siracusa, Palalive
- 26 agosto, Firenze, Fortezza da Basso
- 29 agosto, Frosinone, Campo Sportivo
- 2 settembre, Cava dei Tirreni, Stadio Comunale "Simonetta Lamberti"

### Scaletta
- 29 settembre
- Mi si spezza il cuor
- Che colpa abbiamo noi
- Un ragazzo di strada
- E la pioggia che va
- Nel cuore e nell'anima
- Pugni chiusi
- Quello che non sai
- Vieni fuori
- Piccola Katy
- Grandi speranze
- Inca
- Parsifal (parte II)
- La donna del mio amico
- Stare senza di te
- L'altra donna
- Le donne mi hanno detto
- La mia donna
- Il ragazzo del cielo
- Dove sono gli altri tre
- Amici per sempre
- Stai con me
- Canterò per te
- Dimmi di sì
- Innamorati sempre, innamorati mai
- Pierre
- Io ti aspetterò
- 50 primavere
- Noi due nel mondo e nell'anima
- Nascerò con te
- Uomini soli
- Viva
- La casa del sole
- Medley: Io sono vivo; Dammi solo un minuto; Cercando di te; Notte a sorpresa; Il cielo è blu sopra le nuvole; Tanta voglia di lei; Pensiero; Chi fermerà la musica; Non siamo in pericolo

## 2009 Tour Ancora una Notte Insieme
Inizialmente composto da quattro date, in ognuna delle città dei componenti del gruppo, il tour venne via via esteso per le richieste dei promoter locali.
Dalle date del 28 e 30 settembre ad Assago fu tratto il DVD live Ancora una notte insieme - L'ultimo concerto.

### Date
- 16 maggio, Pinerolo, Piazza Vittorio Veneto (data non appartenente al tour)
- 16 luglio, Morbegno, Polo Fieristico (Data Zero)
- 18 luglio, Caserta, Reggia di Caserta
- 19 luglio, Foggia, Anfiteatro Mediterraneo
- 21 luglio, Vigevano, Castello Sforzesco
- 22 luglio, Villafranca di Verona, Castello Scaligero
- 24 luglio, Brescia, Piazza Duomo
- 25 luglio, Piazzola sul Brenta, Anfiteatro Camerini
- 27 luglio, Sogliano al Rubicone, Piazza Matteotti
- 29 luglio, Carpi, Piazza dei Martiri
- 30 luglio, Codroipo, Villa Manin
- 2 agosto, Grottammare, Stadio Comunale Pirani
- 4 agosto, La Spezia, Calata Paita
- 5 agosto, Torre del Lago, Teatro all'aperto Puccini
- 6 agosto, Piombino, Piazza Bovio
- 8 agosto, Miranda, Stadio Comunale G. Casciano
- 10 agosto, Sabaudia, Arena del Mare
- 11 agosto, Paestum, Teatro dei Templi
- 14 agosto, Lamezia Terme, Stadio Guido D'Ippolito
- 16 agosto, San Pancrazio Salentino, Forum Eventi
- 18 agosto, Molfetta, Banchina San Domenico
- 19 agosto, Pescara, Teatro monumento Gabriele D'Annunzio
- 21 agosto, Cagliari, Anfiteatro Romano
- 22 agosto, Alghero, Anfiteatro Maria Pia
- 25 agosto, Partanna, Anfiteatro Provinciale
- 27 agosto, Siracusa, Palalive
- 29 agosto, Taormina, Teatro Antico
- 12 settembre, Trento, Palatrento
- 14 settembre, Varese, Palawhirlpool
- 16 settembre, Parma, Palasport B. Raschi
- 17 settembre, Firenze, Nelson Mandela Forum
- 19 settembre, Roma, Palalottomatica
- 21 settembre, Livorno, Modigliani Forum
- 23 settembre, Torino, Palatorino
- 24 settembre, Treviglio, PalaFacchetti
- 26 settembre, Villorba, PalaVerde
- 28 settembre, Assago, Mediolanum Forum
- 30 settembre, Assago, Mediolanum Forum

### Scaletta
- Anni senza fiato
- Giorni infiniti
- Buona fortuna
- Rotolando respirando
- L'ultima notte di caccia
- Donne italiane
- Cercando di te
- L'altra donna
- Ci penserò domani
- Se c'è un posto nel tuo cuore
- Che vuoi che sia
- La mia donna
- Viva
- Il giorno prima
- Risveglio
- Terry B (strumentale)
- Parsifal
- Il cielo è blu sopra le nuvole
- Stai con me
- Io sono vivo
- Canterò per te
- Non siamo in pericolo
- Domani
- In diretta nel vento
- Mi manchi
- 50 primavere
- Stare senza di te
- Santa Lucia
- Dove sono gli altri tre
- Pronto, buongiorno è la sveglia
- Capita quando capita
- Dimmi di si
- Ancora una notte insieme
- Uomini soli
- Amici per sempre
- Quello che non sai
- Vieni fuori
- Piccola Katy
- La donna del mio amico
- Tanta voglia di lei
- Dammi solo un minuto
- Noi due nel mondo e nell'anima
- Nascerò con te
- Pensiero
- Chi fermerà la musica

## 2010 Tour

### Date
- 24 aprile,  Canada, Toronto, Avalon Theater
- 25 aprile,  Canada, Toronto, Avalon Theater

## 2010 Tour Dove Comincia il Sole
Tour successivo all'uscita dell'album Dove comincia il sole.
Questo è il primo tour a cui non prende parte Stefano D'Orazio. I Pooh si presentano con una nuova formazione che vede la partecipazione del batterista inglese Steve Ferrone, il chitarrista Ludovico Vagnone e il tastierista e corista Danilo Ballo (già arrangiatore del gruppo a partire dal 2000). Nella scaletta sono comprese tutte le tracce dell'album da cui il tour prende il nome e tutti i pezzi vengono rivisitati in chiave più rock. La scenografia è più sobria rispetto agli anni precedenti, con meno effetti scenici (comunque presenti) e lo spettacolo è più incentrato sulla musica e le canzoni. 

### Date
- 23 novembre, Rimini, 105 Stadium
- 25 novembre, Eboli, PalaSele
- 27 novembre, Roma, PalaLottomatica
- 28 novembre, Livorno, Modigliani Forum
- 30 novembre, Assago, Mediolanum Forum
- 2 dicembre, Conegliano, Zoppas Arena
- 3 dicembre, Mantova, PalaBam

### Scaletta
- Dove comincia il sole (1ª e 2ª parte)
- L'aquila e il falco
- Musica
- Amica mia
- Un anno in più che non hai
- Isabel
- Medley: Canterò per te; Io sono vivo; L'altra donna; Stare senza di te; La donna del mio amico; Giorni infiniti
- Il tempo, una donna, la città
- Parsifal (2ª parte)
- Solo voci
- Uomini soli
- La gabbia
- Viva
- Reporter
- Fammi sognare ancora
- Il cuore tra le mani
- Vento nell'anima
- Amici per sempre
- Stai con me
- Non siamo in pericolo
- Chi fermerà la musica
- Medley: Pronto, buongiorno è la sveglia; Piccola Katy; Tanta voglia di lei; Quando una lei va via; Noi due nel mondo e nell'anima; Dammi solo un minuto; Notte a sorpresa; Nascerò con te; Il cielo è blu sopra le nuvole; Pensiero
- Questo sono io
- Dove comincia il sole (base finale)

## 2011 Tour Dove Comincia il Sole
Da questo tour in poi la batteria venne suonata da Phil Mer.
Il 12 luglio, suonando al Centro Sportivo di Brembate di Sopra, i Pooh fecero una commossa dedica a Yara Gambirasio, vittima di un grave caso di cronaca nera dell'epoca, e alla sua famiglia.
Dalla data del 27 agosto al castello di Este, viene tratto il DVD Dove comincia il sole live agosto 2011. 

### Date
- 2 gennaio, Scafati, piazzale Aldo Moro
- 26 gennaio, Senigallia, Teatro La Fenice (data zero tour teatrale)
- 29 gennaio, Cremona, Teatro Ponchielli
- 31 gennaio , Lugano, Palacongressi
- 1 febbraio, Varese, Teatro CheBanca!
- 2 febbraio, Varese, Teatro CheBanca!
- 4 febbraio, Torino, Teatro Colosseo
- 5 febbraio, Torino, Teatro Colosseo
- 8 febbraio, Brescia, Palabrescia
- 9 febbraio, Brescia, Palabrescia
- 11 febbraio, Bergamo, Teatro Creberg
- 12 febbraio, Bergamo, Teatro Creberg
- 14 febbraio, Bologna, Teatro Europa
- 15 febbraio, Assisi, Teatro Lyrick
- 17 febbraio, Trieste, Teatro Politeama Rossetti
- 18 febbraio, Trieste, Teatro Politeama Rossetti
- 19 febbraio, Padova, Gran Teatro Geox
- 21 febbraio, Trento, Auditorium Santa Chiara
- 22 febbraio, Sassuolo, Teatro Carani
- 24 febbraio, Genova, Vaillant Palace
- 25 febbraio, Saint-Vincent, Palais
- 26 febbraio, Saint-Vincent, Palais
- 28 febbraio, Novara, Teatro Coccia
- 1º marzo, Pavia, Palaravizza
- 3 marzo, Milano, Teatro degli Arcimboldi
- 4 marzo, Parma, Teatro Regio
- 6 marzo, Ascoli Piceno, Teatro Ventidio Basso
- 7 marzo, Ascoli Piceno, Teatro Ventidio Basso
- 8 marzo, Pescara, Teatro Massimo
- 9 marzo, Civitanova Marche, Teatro Rossini
- 11 marzo, Sulmona, Palasport
- 12 marzo, Grosseto, Teatro Moderno
- 13 marzo, Montecatini Terme, Teatro Verdi
- 15 marzo, Catanzaro, Gran Teatro Le Fontane
- 17 marzo, Caltanissetta, Palasport
- 18 marzo, Catania, Teatro Metropolitan
- 19 marzo, Catania, Teatro Metropolitan
- 21 marzo, Gallipoli, Teatro Italia
- 22 marzo, Bari, Teatro Petruzzelli
- 23 marzo, Brindisi, Teatro Verdi
- 25 marzo, Benevento, Palatedeschi
- 26 marzo, Taranto, Palamazzola
- 28 marzo, Napoli, Teatro Augusteo
- 29 marzo, Napoli, Teatro Augusteo
- 31 marzo, Piacenza, Teatro Politeama
- 1º aprile, La Spezia, Teatro Civico
- 2 aprile, Firenze, Teatro Verdi
- 3 aprile, Firenze, Teatro Verdi
- 22 giugno, Sordevolo, Anfiteatro Giovanni Paolo II
- 23 giugno, Verona, Teatro Romano
- 25 giugno, Roma, Cavea Parco della Musica
- 26 giugno, Campobasso, Piazza Prefettura
- 2 luglio, Sanremo, Teatro Ariston (Evento organizzato dal Casinò di Sanremo)
- 3 luglio, Crema, Piazza Aldo Moro
- 5 luglio, Lignano Sabbiadoro, Arena Alpe Adria
- 6 luglio, Marostica, Piazza degli Scacchi
- 8 luglio, Scafa, Piazzale Villa Bianca
- 9 luglio, Cori, Stadio Stoza
- 10 luglio, Peccioli, Anfiteatro Fonte Mazzola
- 12 luglio, Brembate di Sopra, Centro Sportivo
- 14 luglio, Afragola, Stadio Comunale L. Moccia
- 16 luglio, Alessandria, La Cittadella
- 17 luglio, Gardone Riviera, Teatro del Vittoriale
- 7 agosto, Castelnuovo di Val di Cecina, Campo Sportivo P. Orsini
- 8 agosto, Vignanello, Piazza Cesare Battisti
- 9 agosto, Torre del Lago, Teatro all'aperto Puccini
- 12 agosto, Ortona, Stadio Comunale
- 13 agosto, Noci, Foro Boario
- 14 agosto, Ercolano, Parco sul Mare, Villa Favorita
- 18 agosto, Venosa, Piazza Castello
- 20 agosto, Taormina, Teatro Antico
- 21 agosto, Sant'Agata di Militello, Stadio Comunale
- 23 agosto, Palermo, Teatro di Verdura
- 27 agosto, Este, Anfiteatro del Castello
- 14 ottobre,  Slovenia, Nova Gorica, Casinò Perla
- 22 ottobre,  Canada, Toronto, Avalon Theater
- 23 ottobre,  Canada, Toronto, Avalon Theater
- 28 ottobre,  Bulgaria, Sofia, Palazzo Nazionale della Cultura

### Scaletta nei teatri
- Dove comincia il sole (1ª e 2ª parte)
- L'aquila e il falco
- Musica
- Amica mia
- Un anno in più che non hai
- Isabel
- Medley: Canterò per te; Io sono vivo; L'altra donna; Stare senza di te; La donna del mio amico; Giorni infiniti
- Il tempo, una donna, la città
- Parsifal (2ª parte)
- Solo voci
- Uomini soli
- La gabbia
- Viva
- Reporter
- Fammi sognare ancora
- Il cuore tra le mani
- Vento nell'anima
- Amici per sempre
- Stai con me
- Non siamo in pericolo
- Chi fermerà la musica
- Medley: Pronto, buongiorno è la sveglia; Piccola Katy; Tanta voglia di lei; Quando una lei va via; Noi due nel mondo e nell'anima; Dammi solo un minuto; Notte a sorpresa; Nascerò con te; Il cielo è blu sopra le nuvole; Pensiero
- Questo sono io

### Scaletta nel tour estivo
- Dove comincia il sole (1ª e 2ª parte)
- L'aquila e il falco
- Musica
- Amica mia
- Isabel
- Medley: Canterò per te; Io sono vivo; L'altra donna; Stare senza di te; La donna del mio amico; Giorni infiniti
- Il tempo, una donna, la città
- Parsifal (2ª parte)
- Solo voci
- Uomini soli
- Viva
- Reporter
- Vento nell'anima
- Amici per sempre
- Stai con me
- Non siamo in pericolo
- Chi fermerà la musica
- Medley: Pronto, buongiorno è la sveglia; Piccola Katy; Tanta voglia di lei; Quando una lei va via; Noi due nel mondo e nell'anima; Dammi solo un minuto; Notte a sorpresa; Nascerò con te; Il cielo è blu sopra le nuvole; Pensiero
- Questo sono io

## 2012 World Tour Dove Comincia il Sole

### Date
- 16 gennaio, Legnano
- 19 gennaio,  Belgio, Colfontaine, Espace Magnum
- 20 gennaio,  Belgio, Liegi, Les Amis du Forum
- 21 gennaio,  Francia, Parigi, Théâtre Olympia
- 23 gennaio,  Svizzera, Zurigo, Teatro Volkshaus
- 5 febbraio,  Israele, Tel-Aviv
- ?? marzo,  Rep. Ceca, Praga
- 27 aprile,  Giappone, Tokyo, Italian Progressive Rock Festival
- 28 aprile,  Giappone, Tokyo, Italian Progressive Rock Festival
- 29 aprile,  Giappone, Tokyo, Italian Progressive Rock Festival

## 2012 Opera Seconda in Tour
Tour dell'album Opera seconda, dove i successi del gruppo vengono rivisitati con l'ausilio di un'orchestra sinfonica, senza tuttavia rinunciare alle sonorità di stampo rock del tour precedente. 
In questo tour i tre Pooh sono affiancati dal batterista Phil Mer, dal tastierista e arrangiatore Danilo Ballo e dalla Ensemble Symphony Orchestra diretta dal maestro Giacomo Loprieno. 

### Date
- 25 ottobre, Cascina, Città del Teatro
- 26 ottobre, Grosseto, Teatro Moderno
- 27 ottobre, Montecatini Terme, Nuovo Teatro Verdi
- 30 ottobre, Genova, Teatro Politeama
- 1º novembre, Varese, Teatro Mario Apollonio
- 2 novembre, Sanremo, Teatro Ariston
- 3 novembre, Torino, Teatro Colosseo
- 4 novembre, Torino, Teatro Colosseo
- 6 novembre, Brescia, Palabrescia
- 8 novembre, La Spezia, Teatro Civico
- 9 novembre, Bergamo, Teatro Creberg
- 10 novembre, Bergamo, Teatro Creberg
- 12 novembre, Milano, Teatro degli Arcimboldi
- 13 novembre, Milano, Teatro degli Arcimboldi
- 16 novembre, Roma, Auditorium Conciliazione
- 17 novembre, Roma, Auditorium Conciliazione
- 19 novembre, Firenze, Teatro Verdi
- 20 novembre, Livorno, Teatro Goldoni
- 21 novembre, Parma, Teatro Regio
- 23 novembre, Rimini, 105 Stadium
- 24 novembre, Padova, Gran Teatro Geox
- 26 novembre, Bologna, Teatro Europa
- 28 novembre, Assisi, Teatro Lyrick
- 29 novembre, Ancona, Teatro delle Muse
- 30 novembre, Ascoli Piceno, Teatro Ventidio Basso
- 1º dicembre, Pescara, Teatro Massimo
- 3 dicembre, Napoli, Teatro Augusteo
- 4 dicembre, Bari, Teatro Petruzzelli
- 6 dicembre, Catania, Teatro Metropolitan
- 7 dicembre, Catania, Teatro Metropolitan
- 8 dicembre, Agrigento, Palasport di Favara
- 9 dicembre, Palermo, Teatro Golden
- 11 dicembre, Catanzaro, Teatro Politeama
- 12 dicembre, Cosenza, Teatro Rendano
- 13 dicembre, Policoro, Palaercole
- 15 dicembre, Trento, Auditorium Santa Chiara
- 16 dicembre, Conegliano, Zoppas Arena
- 17 dicembre, Trieste, Teatro Golden
- 18 dicembre, Udine, Teatro Giovanni da Udine

### Scaletta
- Sara nel sole
- Canterò per te
- Maria marea
- È bello riaverti
- Ci penserò domani
- Pierre
- Se c'è un posto nel tuo cuore
- Quaderno di donna
- In diretta nel vento
- Il ragazzo del cielo (Lindbergh)
- Dove comincia il sole
- Isabel
- L'aquila e il falco
- Uomini soli
- Parsifal
- Rotolando respirando
- Eleonora, mia madre
- Infiniti noi
- L'ultima notte di caccia
- Viva
- L'altra donna
- Stare senza di te
- La donna del mio amico
- Tanta voglia di lei
- Dammi solo un minuto
- Pensiero
- Chi fermerà la musica
- Piccola Katy

## 2013 Opera Seconda in Tour
Durante le date invernali, a poco più di un mese dalla scomparsa di Valerio Negrini, Roby Facchinetti iniziò a cantare a cappella il brano Domani, a cui il fondatore e storico paroliere del gruppo era molto legato. Nella versione estiva del tour la canzone entrò ufficialmente nella scaletta in una nuova versione a tre voci.
Dalle date del 10 e 11 luglio furono tratti l'album ed il DVD Opera seconda live.

### Date
- 2 febbraio, Padova, Gran Teatro Geox
- 4 febbraio, Brescia, Palabrescia
- 5 febbraio, Pavia, Teatro Fraschini
- 7 febbraio, Mantova, Gran Teatro Palabam
- 8 febbraio, Gallarate, Teatro Condominio Vittorio Gassman
- 9 febbraio, Cremona, Teatro Ponchielli
- 11 febbraio, Napoli, Teatro Augusteo
- 13 febbraio, Vercelli, Teatro Civico
- 15 febbraio, Saint-Vincent, Grand Hotel Billia
- ?? luglio, Ferrara, Stadio "Paolo Mazza" (data non confermata)
- 3 luglio, Villafranca di Verona, Castello Scaligero
- 5 luglio, Misano Adriatico, Area Parco Mare Nord, 21:30
- 6 luglio, Bastia Umbra, Centro Fieristico
- 7 luglio, Lanciano, Area Fiera di Lanciano
- 10 luglio, Treviso, Teatro comunale Mario Del Monaco
- 11 luglio, Treviso, Teatro comunale Mario Del Monaco
- 12 luglio, Foiano della Chiana, Valdichiana Outlet Village
- 9 agosto, Galatone, Stadio comunale
- 11 agosto, Nettuno, Stadio comunale di baseball "Steno Borghese"
- 12 agosto, Paestum, Teatro dei Templi
- 14 agosto,  Monaco, Monte Carlo, Sporting Summer Festival
- 17 agosto, Cittaducale, Ex Campo sportivo
- 23 agosto, Taormina, Teatro Antico
- 24 agosto, Catona, Catona Teatro, Arena "Alberto Neri"
- 31 agosto, Pratola Serra, Piazzale Mercato
- 1º settembre, Celano, Piazza IV Novembre
- 2 settembre, Viggiano, Piazza Papa Giovanni XXIII
- 14 settembre, Lamezia Terme, Piazza Diaz
- 2 novembre, Padova, Gran Teatro Geox
- 3 novembre, Belluno, Teatro Comunale
- 5 novembre, Roma, Auditorium Conciliazione
- 7 novembre, Torino, Teatro Colosseo
- 8 novembre, Bergamo, Teatro Creberg
- 9 novembre, Bergamo, Teatro Creberg
- 11 novembre, Varese, Teatro Mario Apollonio (Piazza della Repubblica)
- 12 novembre, Milano, Teatro degli Arcimboldi
- 14 novembre, Brescia, PalaBrescia
- 17 novembre,  Canada, Rama (Ontario), Casinò Rama
- 19 novembre,  Stati Uniti, New York, Highline Ballroom
- 23 novembre, Udine, Teatro Nuovo Giovanni da Udine
- 25 novembre, Fontaneto d'Agogna, Phenomenon
- 27 novembre, Napoli, Teatro Augusteo
- 29 novembre, Trapani, PalaIlio
- 30 novembre, Messina, Palasport San Filippo
- 1º dicembre, Palermo, Teatro Golden
- 3 dicembre, Andria, Palasport

## 2016 Reunion - L'ultima notte insieme live 2016
Questa serie di concerti vede il ritorno in formazione di Stefano D'Orazio e di Riccardo Fogli (che al posto del basso suona la chitarra acustica, ad eccezione del pezzo "Nel buio"). I Pooh ritornano ai loro caratteristici palchi dal notevole impatto scenografico, con numerosi effetti scenici e luci particolari. In questi concerti Riccardo Fogli interpretava numerosi brani successivi alla data della sua uscita dal complesso.
Dai concerti del 10 e dell'11 giugno a Milano furono tratti il triplo album e il triplo DVD dal vivo Pooh 50 - L'ultima notte insieme.
Nei concerti eseguiti nei palasport venne rimosso il brano La mia donna e accorciata Pensiero, conclusa subito dopo l'inciso.
Nell'ultimo concerto del tour sono stati inseriti in scaletta Santa Lucia e Solo voci, quest'ultima sul finale al posto del brano Ancora una canzone.
Dal concerto del 30 dicembre a Casalecchio di Reno furono tratti il triplo album e il DVD dal vivo Pooh 50 - L'ultimo abbraccio.

### Scaletta concerti Milano
- Traguardi (base iniziale)
- Giorni infiniti
- Rotolando respirando
- Dammi solo un minuto
- Banda nel vento
- Vieni fuori
- In silenzio
- Piccola Katy
- Nascerò con te
- Io e te per altri giorni
- Se c'è un posto nel tuo cuore
- Amici per sempre
- L'altra donna
- Stai con me
- Se sai, se puoi, se vuoi
- La gabbia
- L'aquila e il falco
- Il ragazzo del cielo
- Risveglio
- Ultima notte di caccia
- Viva
- Pierre
- In diretta nel vento
- Stare senza di te
- 50 primavere
- Alessandra
- Uomini soli
- Quando una lei va via
- Notte a sorpresa
- Nel buio
- Domani
- Parsifal (Parte 1 e 2)
- Per te qualcosa ancora
- Dove sto domani
- Cercando di te
- La ragazza con gli occhi di sole
- Ci penserò domani
- Pronto, buongiorno è la sveglia
- La donna del mio amico
- Canterò per te
- La mia donna
- Dimmi di sì
- Noi due nel mondo e nell'anima
- Il cielo è blu sopra le nuvole
- Tanta voglia di lei
- Io sono vivo
- Non siamo in pericolo
- Chi fermerà la musica
- Pensiero
- Ancora una canzone
- Traguardi (base finale)

### Scaletta concerto Casalecchio di Reno
- Traguardi (base iniziale)
- Giorni infiniti
- Rotolando respirando
- Dammi solo un minuto
- Banda nel vento
- Vieni fuori
- In silenzio
- Piccola Katy
- Nascerò con te
- Io e te per altri giorni
- Se c'è un posto nel tuo cuore
- Amici per sempre
- L'altra donna
- Stai con me
- Se sai, se puoi, se vuoi
- La gabbia
- L'aquila e il falco
- Il ragazzo del cielo
- Risveglio
- L'ultima notte di caccia
- Viva
- Pierre
- In diretta nel vento
- Stare senza di te
- 50 primavere
- Alessandra
- Santa Lucia
- Uomini soli
- Quando una lei va via
- Notte a sorpresa
- Nel buio
- Domani
- Parsifal (Parte 1 e 2)
- Per te qualcosa ancora
- Dove sto domani
- Cercando di te
- La ragazza con gli occhi di sole
- Ci penserò domani
- Pronto, buongiorno è la sveglia
- La donna del mio amico
- Canterò per te
- Dimmi di sì
- Noi due nel mondo e nell'anima
- Tanta voglia di lei
- Il cielo è blu sopra le nuvole
- Io sono vivo
- Non siamo in pericolo
- Chi fermerà la musica
- Pensiero
- Solo voci
- Traguardi (base finale)
- Finale

### Date
- 10 giugno, Milano, Stadio San Siro (concerto evento)
- 11 giugno, Milano, Stadio San Siro (concerto evento)
- 15 giugno, Roma, Stadio Olimpico (concerto evento)
- 18 giugno, Messina, Stadio San Filippo (concerto evento)
- 9 luglio,  Svizzera, Locarno, Piazza Grande (data non appartenente al tour)
- 4 settembre, Genova, 105 Stadium (data zero)
- 8 settembre, Verona, Arena (concerto evento)
- 9 settembre, Verona, Arena  (concerto evento)
- 11 settembre, Verona, Arena (concerto evento)
- 13 settembre, Bergamo, Fiera
- 24 settembre,  Canada, Niagara Falls, The Avalon Ballroom Theatre Casino resorts (data non appartenente al tour)
- 25 settembre,  Canada, Niagara Falls, The Avalon Ballroom Theatre Casino resorts (data non appartenente al tour)
- 28 ottobre, Eboli, PalaSele
- 29 ottobre, Eboli, PalaSele
- 31 ottobre, Bari, PalaFlorio
- 1º novembre, Bari, PalaFlorio
- 2 novembre, Bari, PalaFlorio
- 4 novembre, Roma, PalaLottomatica
- 8 novembre, Casalecchio di Reno, Unipol Arena
- 9 novembre, Pesaro, Adriatic Arena
- 11 novembre, Assago, Mediolanum Forum
- 12 novembre, Assago, Mediolanum Forum
- 14 novembre, Padova, Kioene arena
- 15 novembre, Padova, Kioene arena
- 16 novembre, Padova, Kioene arena
- 18 novembre, Firenze, Nelson Mandela Forum
- 19 novembre, Firenze, Nelson Mandela Forum
- 21 novembre, Brescia, Fiera
- 22 novembre, Brescia, Fiera
- 25 novembre, Torino, Pala Alpitour
- 26 novembre, Torino, Pala Alpitour
- 2 dicembre,  Stati Uniti, Westbury, NYCB Theatre (data non appartenente al tour)
- 3 dicembre,  Stati Uniti, Atlantic City, Borgata Hotel Casino & Spa (data non appartenente al tour)
- 5 dicembre,  Canada, Montréal, Place des Arts (data non appartenente al tour)
- 10 dicembre, Acireale, Pal'Art Hotel
- 14 dicembre, Castel Morrone, PalaMaggiò
- 17 dicembre, Torino, Pala Alpitour
- 20 dicembre, Roma, PalaLottomatica
- 22 dicembre, Assago, Mediolanum Forum
- 27 dicembre, Villorba, PalaVerde
- 30 dicembre, Casalecchio di Reno, Unipol Arena

## 2023 Amici per Sempre
Il 2023 Amici per Sempre è stato organizzato in occasione della reunion della band.

### Scaletta dei concerti negli stadi
- Intro
- Amici per sempre
- Canterò per te
- Stai con me
- Rotolando respirando
- Giorni infiniti
- Dove comincia il sole (Parte 1 e 2)
- Isabel
- L'aquila e il falco
- L'ultima notte di caccia
- Eleonora mia madre
- Il tempo, una donna, la città
- La donna del mio amico
- L'altra donna
- Stare senza di te
- In diretta nel vento
- Noi due nel mondo e nell'anima
- La mia donna
- L'anno, il posto l'ora
- Io e te per altri giorni
- Infiniti noi
- Parsifal (Parte 1 e 2)
- Vieni fuori
- In silenzio
- Alessandra
- Quando una lei va via
- Nascerò con te
- Piccola Katy
- Risveglio
- Viva
- Grandi speranze
- Il ragazzo del cielo (Lindbergh)
- Lettera da Berlino Est
- Dall'altra parte
- Tu dov'eri
- Orient Express
- Notte a sorpresa
- Cercando di te
- Ci penserò domani
- Incredibilmente giù
- Ali per guardare, occhi per volare
- La luna ha vent'anni
- Pierre
- 50 primavere
- Uomini soli
- Io sono vivo
- Non siamo in pericolo
- Tanta voglia di lei
- Dammi solo un minuto
- Se c'è un posto nel tuo cuore
- Pensiero
- Dimmi di si
- Chi fermerà la musica
- Traguardi (base finale)

### Date
- 1 luglio, Reggio Emilia, RCF Arena Reggio Emilia (concerto di prova)
- 6 luglio, Milano, Stadio San Siro (concerto evento)
- 15 luglio, Roma, Stadio Olimpico (concerto evento)
- 16 settembre, Taormina, Teatro Antico
- 17 settembre, Taormina, Teatro Antico
- 19 settembre, Agrigento, Teatro della Valle dei Templi
- 21 settembre, Napoli, Arena Flegrea
- 24 settembre, Codroipo, Villa Manin
- 27 settembre, Bergamo, Fiera
- 29 settembre, Verona, Arena (concerto evento)
- 30 settembre, Verona, Arena (concerto evento)
- 1 ottobre, Verona, Arena (concerto evento)
- 5 ottobre, Assago, Mediolanum Forum
- 6 ottobre, Assago, Mediolanum Forum
- 7 ottobre, Casalecchio di Reno, Unipol Arena
- 13 ottobre, Torino, Pala Alpitour
- 14 ottobre, Firenze, Nelson Mandela Forum
- 15 ottobre, Firenze, Nelson Mandela Forum
- 18 ottobre, Bari, PalaFlorio
- 19 ottobre, Bari, PalaFlorio
- 21 ottobre, Eboli, PalaSele
- 12 novembre,  Canada, Rama, Casino Rama Resort (data non appartenente al tour)
- 13 novembre,  Stati Uniti, New York (data non appartenente al tour),
- 14 novembre,  Stati Uniti, New York (data non appartenente al tour),
- 15 novembre,  Stati Uniti, New York (data non appartenente al tour),
- 16 novembre,  Stati Uniti, New York (data non appartenente al tour),
- 17 novembre,  Stati Uniti, Chicago, Copernicus Center (data non appartenente al tour)
- 18 novembre,  Stati Uniti, Atlantic City, Hard Rock Casino (data non appartenente al tour)
- 19 novembre,  Stati Uniti, Torrington, Warner Theatre (data non appartenente al tour)
- 28 dicembre, Messina, Piazza Duomo (data non appartenente al tour)
- 31 dicembre, Salerno, Piazza della Libertà (data non appartenente al tour)

## 2024 Amici per Sempre

### Date
- 1 gennaio, Pescara, Area di Risulta (data non appartenente al tour)
- 8 giugno, Termoli, Arena del mare 42° 15° (data zero)
- 11 giugno, Roma, Terme di Caracalla
- 12 giugno, Roma, Terme di Caracalla
- 3 luglio, Senigallia, Piazza Garibaldi
- 5 luglio, Venezia, Piazza San Marco
- 6 luglio, Venezia, Piazza San Marco
- 8 luglio, Ferrara, Ferrara Summer Festival, Piazza Ariostea
- 9 luglio, Trento, Trentino Music Arena
- 12 luglio, Villafranca, Villafranca Festival, Castello Scaligero
- 15 luglio, Marostica, Piazza Castello
- 16 luglio, Marostica, Piazza Castello
- 18 luglio, Nichelino, Sonik Park Stupinigi, Palazzina di caccia di Stupinigi
- 19 luglio, Cernobbio, Le Serre Music Festival, Villa Erba
- 22 luglio, Pompei, Anfiteatro Romano
- 27 luglio, Cattolica, Arena della Regina
- 28 luglio, Firenze, Pratolino, Musart Festival, Villa Demidoff Parco Mediceo
- 7 agosto, Forte dei Marmi, Villa Bertelli Live, Villa Bertelli
- 9 agosto, Alghero, Alguer Summer Festival, Anfiteatro Ivan Graziani
- 10 agosto, Santa Margherita di Pula, Forte Arena
- 12 agosto, Paestum, Arena dei Templi
- 14 agosto, Roccella Ionica, Roccella Summer Festival, Teatro al Castello
- 17 agosto, Catania, Villa Bellini
- 18 agosto, Catania, Villa Bellini
- 20 agosto, Palermo, Velodromo Paolo Borsellino
- 23 agosto, Barletta, Fossato del Castello
- 24 agosto, Ostuni, Foro Boario
- 30 agosto, L'Aquila, Teatro del Perdono